# デュルメン

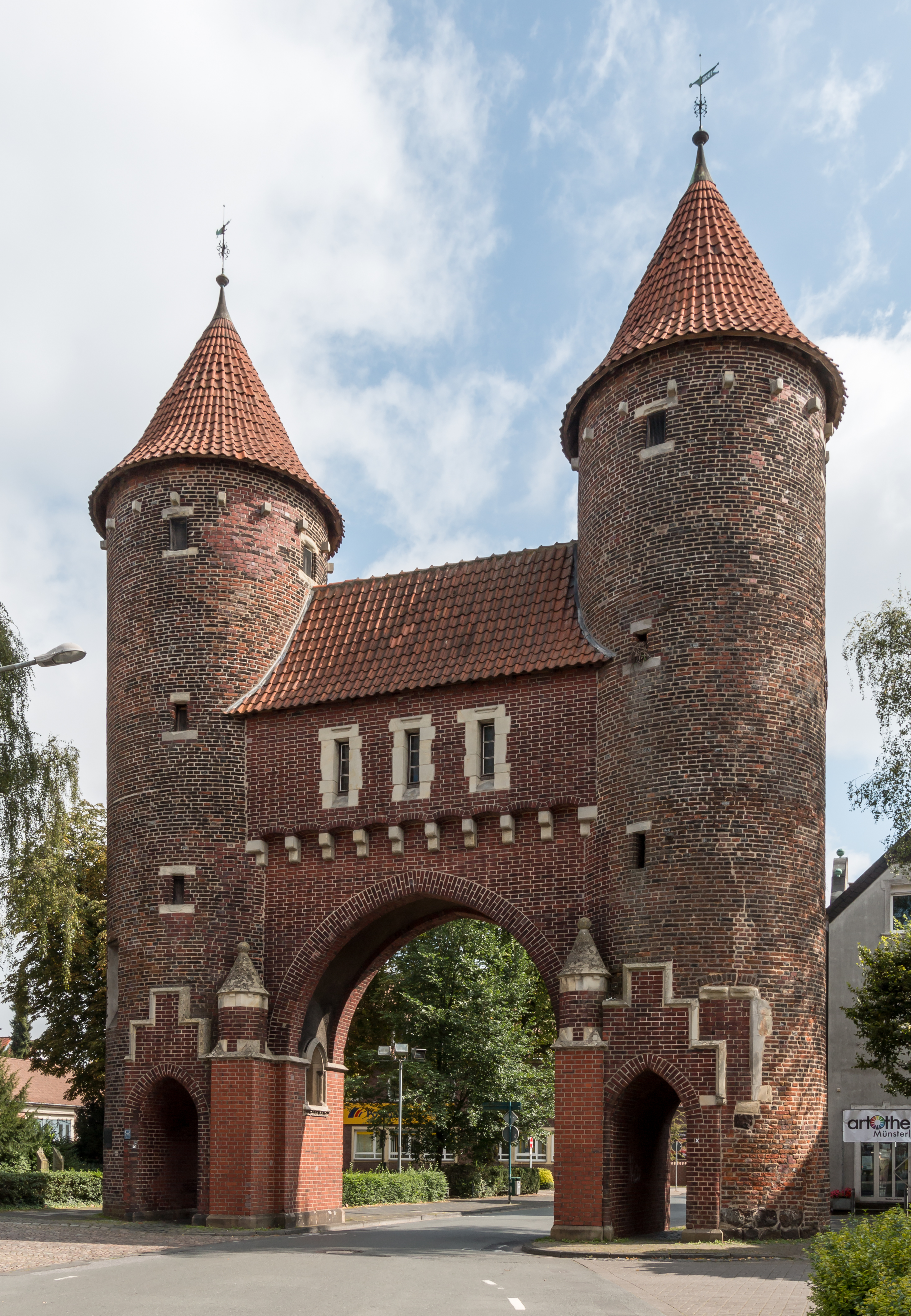
デュルメンの象徴的建造物リューディングハウザー門

デュルメン (ドイツ語: Dülmen、ドイツ語発音: [ˈdʏlmən]) は、ドイツ連邦共和国ノルトライン＝ヴェストファーレン州ミュンスター行政管区のコースフェルト郡に属す市である。
人口約48,000人のこの街は、「小さな中規模都市」に分類されている。面積は約 185 km2で、人口、面積ともにコースフェルト郡最大の町である。
デュルメンには大規模な自転車道網があり、特に近郊のルール地方への小旅行は人気である。デュルメンは、ノルトライン＝ヴェストファーレン州自転車に優しい市町村作業共同体に加盟している。デュルメンはデュルメナー野生馬と神秘家アンナ・カタリナ・エンメリックによって良く知られている。アメリカ合衆国ミネソタ州ベントン郡のセント・ジョージ・タウンシップにも「Duelm」という地区がある。そこには、1880年代にデュルメンからミネソタ州に移住した人の直系の子孫が住んでいる。

## 地理
デュルメンは、ミュンスターラント中央部、ミュンスターを含む北東のバウム山地と南のボルケン山地と南西のホーエ・マルクの間、ホーエ・マルク＝ヴェストミュンスターラント自然公園沿いに位置している。数キロメートル南のハルテルン地区付近をリッペ川が流れ、東をドルトムント＝エムス運河が通っている。南西の市境、ハウスデュルメン付近からレックリングハウゼン郡が始まる。

### 土地利用

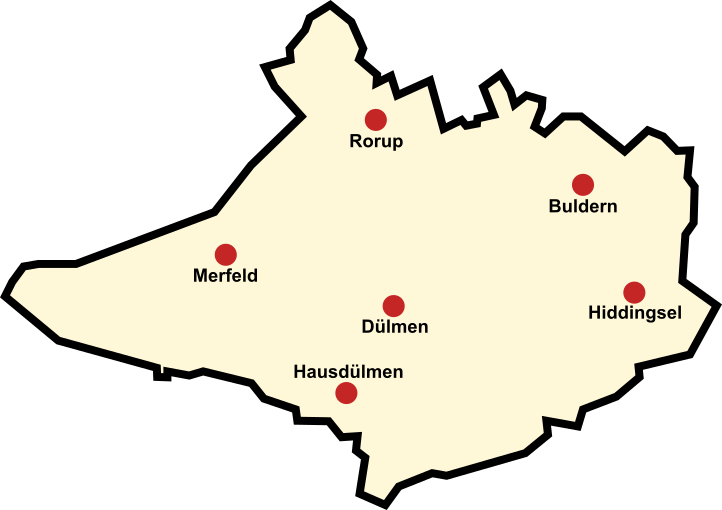
デュルメン地区図

| 用途             | 面積 (km2) | 占有率 (%) |
| ---------------- | ---------- | ---------- |
| 農耕地           | 120.61     | 65.3       |
| 森林             | 30.63      | 16.6       |
| 沼沢地           | 1.41       | 0.8        |
| 水域             | 3.55       | 1.9        |
| 住宅地・商工業地 | 9.63       | 5.2        |
| 建設用地         | 0.11       | 0.1        |
| レジャー用地     | 2.52       | 1.4        |
| 交通用地         | 10.62      | 5.7        |
| その他           | 5.74       | 3.1        |
| 合計             | 184.83     | 100.0      |

### 市の構成
デュルメン市は、5つのオルトタイル（地区）と2つのシュタットベツィルク（都市管区）からなる。
デュルメンの5つの地区は、北にロルプ、北東にブルデルン、東にヒディングゼル、南西にハウスデュルメン、北西にメルライトである。
2つの都市管区は、ミッテとキルヒシュピールである。ミッテ管区には、本来の都市部（シュタット）が含まれる。キルヒシュピールは周辺地区と農場集落のベルンステ、ダルドルプ、デルネカンプ、ロイステ、ミットヴィック、エンプテ、レッダー、ヴェッデルン、ヴェルテを含む。

### 隣接する市町村
本市は南から時計回りに以下の市町村と境を接している。ハルテルン・アム・ゼー（レックリングハウゼン郡）、レーケン（ボルケン郡）、コースフェルト、ノットゥルン、ゼンデン、リューディングハウゼン（以上いずれもコースフェルト郡）。

## 歴史

### 中世
デュルメン周辺を含むミュンスターラントは、かつてゲルマン人ブルクテリ族が単独あるいは複数の農場からなる集落に住んでおり、その中にハウプトホーフ（中心農場）が含まれた。フランク人による征服とキリスト教の布教後、政治的・教会的な行政上の支配がなされ、後の農業集落デュルメンは800年頃に教会の所有となった。2015年にデュルメンで、当時ヨーロッパで最も古い教会の鐘の鋳造ピットが考古学調査によって発見された。放射年代測定（C14法）によれば、この遺跡は、紀元後665年ないしは670年から775年までの間のものと同定された。農場集落デュルメンは、889年にヴェルデン修道院の出生台帳に初めて Dulmenni という表記で登場する。デュルメン村の南西で、1115年に領主の城「デュルメン館」の建設工事が始まった。1299年にマルク伯エーバーハルト1世がこの町に焼き討ちの脅迫を行い、その後土塁と堀が設けられた。
1305年から、集落の東端近く、後のリューディングハウザー門の前辺りに、領主の裁判所であるゴー裁判所「ツーア・グラインクーレ」が存在した。都市権は、1311年4月22日にミュンスター司教領主ルートヴィヒ2世によって授けられた。この権利には、制限付きの自治権の他に市場開催権が含まれていた。聖ヴィクトール教区教会は1323年に参事会教会に格上げされた。その参事会には12人の参事会員が所属していた。参事会の最上位者はディカンと呼ばれた。
1328年から1808年まで、毎年選出される2人の市長がこの街の運営を行っていた。1404年、市長と市議会は市庁舎建設のための土地を取得した。1414年から貧困者は聖霊病院に収容された。1402年から1803年までミュンスター司教区の世俗領土は12のアムトに分割されており、アムト・デュルメンがその1つであった。このアムトは、デュルメン市とハルテルンおよびキルヒシュピール・デュルメン、キルヒシュピール・ブルデルン、キルヒシュピール・フレルンを含んでいた。1434年に参事会と市との間の共同協約に基づいて、教師が雇用された。ミュンスターからのアウグスティノ会修道女たちが、1457年に現在のノネン塔の近くにアグネーテンベルクという名の修道院を開設した。デュルメンは、1470年にハンザ同盟に加盟した。1476年/1477年に、ヴェストファーレンで唯一のカルトジオ会の支部であるカルトジオ会マリエンブルク修道院がヴェッデルンに開設された。1498年の最も古い住民リストには、288戸、12歳以上の人物780人が記述されている。

### 近世
1507年に市内の5つの「シュトラーセンゲマインシャフト」（直訳: 通りの共同体、町内会に似た制度）が街の共通のマークをより有効に活用するために集結した。1538年に3人の再洗礼派が死刑判決を受けた。1566年、ペストが蔓延したデュルメンは、ミュンスター市から食糧支援を受けた。1500年頃に建設された聖ヴィクトール教会の内陣の改修工事が1579年に完了した。1581年に領主は、許可なくデュルメンに住んでいた数人のユダヤ人を逮捕した。八十年戦争の間、1583年に市民射撃団が新たに組織され、防衛施設が強化された。1591年にデュルメンはスペイン軍、オランダ軍の双方から焼き討ちの脅迫を受けた。1601年、聖ヴィクトール教会に高くそびえる頂部とゴシック様式のギャラリーを備えた塔が建設された。

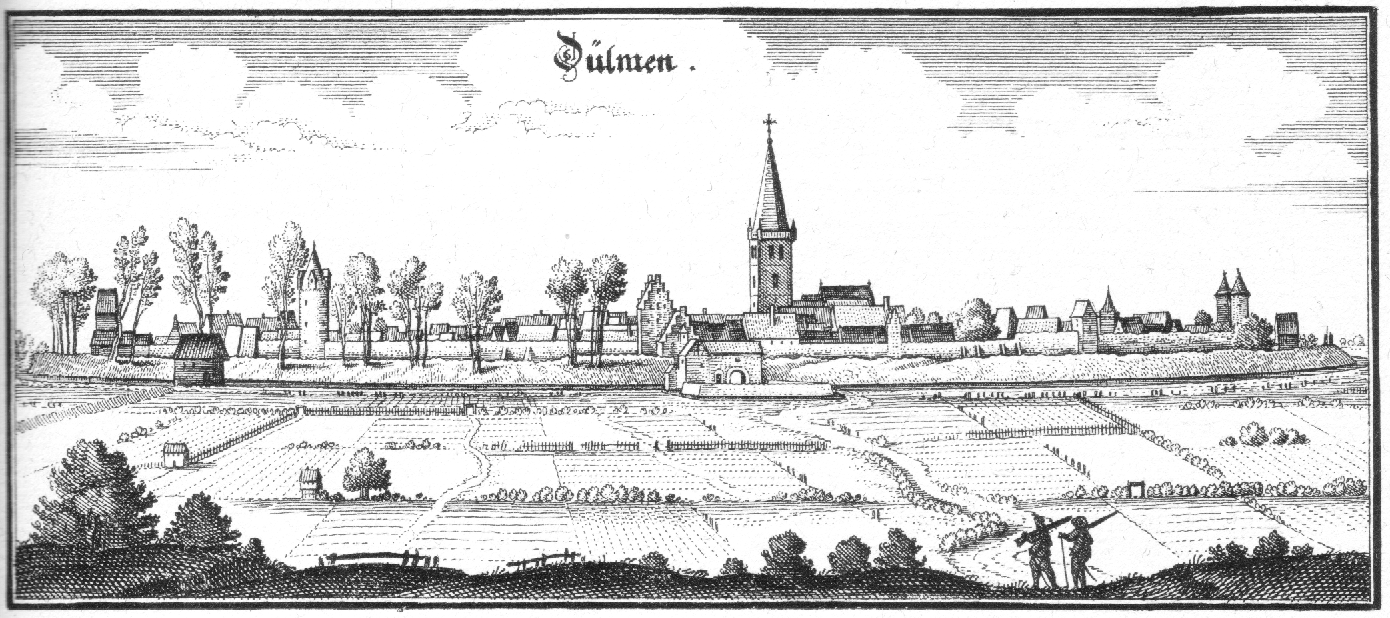
1647年に出版されたマテウス・メーリアンの銅版画に描かれたデュルメン

三十年戦争では、1623年にデュルメンはカトリック軍に門を開けざるを得なかった。1311年から続いた街の自治はこれにより終焉した。1628年、4週間のうちに2人の女性が魔女として火刑に処せられた。1629年、火災により街の1/3近くが灰燼と化し、市壁や門が損壊した。戦争の経過に伴い、デュルメンは数年のうちに20回も支配者が替わった。長く厳しい占領期間の後、1651年にやっとヘッセンの兵士たちはこの街を明け渡した。30年に及ぶ戦争の結果は1670年に記録されている。それには、123棟の家屋が破壊され、そのうち79軒に貧困者が住んでいた、と記述されている。リューディングハウザー門の前に、市や周辺地域の住民の礼拝の場として十字架礼拝堂が1679年に建設された。デュルメンを経由するミュンスターからケルンへの郵便馬車が1723年に運用開始された。ヨハン・ハインリヒ・シュッキングが1752年に穀物酒の蒸留所を建設し、1828年に蒸気製粉所が増設された。七年戦争の際、フランス軍司令官のスービーズ公は1761年に市壁の大部分を破壊した。

### 19世紀
1803年のミュンスター司教領廃止後、旧アムト・デュルメンは3年間フランス-ベルギー国境を本拠とするクロイ公家の帝国直轄伯領となった。1911年にミュンスターラントがフランス帝国に併合されたことにより、ナポレオンは聖ヴィクトール教区教会の参事会礼拝堂とアグネーテンベルク修道院を廃止した。1816年にデュルメンはヴェストファーレン州に編入された。
1824年、12年間苦しんだ末、かつてのアウグスチノ会修道女アンナ・カタリナ・エンメリックがこの地で亡くなった。最初の「クンストシュトラーセ」（計画的幹線道路）としてナポレオンによって建設が開始された道路ヴェーゼル - ハルテルン - デュルメン - ミュンスター線は、1828年に完成した。クロイ公の城館建設を請け負ったアロイス・キシュナー社は、1834年に本社をハーヴィクスベックからデュルメンに移した。工業化の時代、最初の工場は1842年創業のプリンツ・ルドルフ製鉄所であった。1848年の三月革命で、社会的抗議が沸き起こった。市内や周辺地区の日雇い労働者や小規模な職人たちが城館の一部の部屋を打ち壊した。それに続いて商人や役人たちの窓を打ち破り、食料品や酒を略奪した。前年に礼拝堂を建設していた福音主義の教会は、1857年に教会側、世俗側双方の行政機関の認可を得て独立した教会区に昇格した。ユダヤ教団の新しいシナゴーグは、1863年から同じミュンスター通りに設けられていた。鉄道エッセン - ミュンスター線の建設は、ルール地方とハンブルクとを結ぶ鉄道交通を開拓した。1873年にマイアー・ベンディクスがリューディングハウザー通り沿いに機械式織布工場を開設した。当初100台の織機を備えていた。鉄道ドルトムント - グローナウ線の開通によりデュルメンは、1875年に多層型の乗換駅がある交通結節点となった。市議会と市委員会は、ガスと上水道を供給するために新しい市施設局を開設することを1897年に決定した。ラテン語学校や19世紀のレクトラートシューレ（実務を中心とした中等教育を行う学校）を1912年にギムナジウムに発展させた。

### 20世紀
多くの反対にもかかわらず、1936年に第2の教区教会として聖十字架教会が建設された。水晶の夜に国家社会主義の信奉者らはユダヤ教団のシナゴーグに放火した。ナチス・ドイツのフランス侵攻に伴い、1940年にこの街の近くに最初の爆撃が行われた。目標はオストホファー・ヴァルトにあった空軍の地下燃料貯蔵庫であった。最後まで残っていたユダヤ人（10人の老人であった）は、1941年/1942年に東方に移送され、最終的には強制収容所で殺害された。連合軍のニーダーライン横断作戦に関連して、第二次世界大戦終戦直前に爆撃部隊が内市街全域を破壊した。激烈な攻撃は1945年3月21日から22日にかけてであった。家屋の 92 % が廃墟となった。
住居や職場の急速な復興は、1956年の新市庁舎引き渡し式典でクライマックスを迎えた。デュルメンは、シャルルヴィル近郊のフランス都市メジエールと1963年に姉妹都市協定を結んだ。ザンクト＝バルバラ兵舎にドイツ連邦軍第7砲兵連隊が駐屯したことと、核兵器も配備できるデュルメン特殊弾薬庫が建設されたことにより、経済的発展の過程にあったデュルメンは軍事都市となった。地域再編に伴い1975年に田舎の集落は独立権を失った。ヒディングゼルを含むブルデルン、キルヒシュピールとメアフェルトを含むアムト・デュルメン、さらにはアムトロルプからロルプとリムベルゲンが拡大した市域に含まれることとなった。アウトバーン43号線の完成によりデュルメンは1981年にアウトバーンのインターチェンジを得た。1983年に市はイギリス軍の軍需品倉庫に名誉市民号を授与した。東西ドイツ国境の開放（ドイツ再統一）後デュルメンはブランデンブルク州のフェールベリンと友好都市協定を結んだ。1966年/1967年の構造的危機の際にパウル・ベンディクス紡織工場の従業員数が半減し、生産の主力は紡毛糸に移った。同社は1993年に閉鎖され、120年にわたる会社の歴史に終止符が打たれた。かつてはデュルメン経済の最も重要な事業部門が消滅した。デュルメンに駐屯していたドイツ連邦軍部隊の撤退により、2003年に駐屯地としての歴史も終了した。
2016年、計画されていた「世代間交流センター」のための掘削作業中に、当時としてはドイツ最古の鐘の鋳造ピットが発見された。

### 市町村合併
- 1930年4月1日: ハウスデュルメンがキルヒシュピール・デュルメンに編入された[11]。
- 1969年7月1日: ヒディングゼルとブルデルンが統合された[12]。
- 1975年1月1日: それまで独立した自治体であったブルデルン、キルヒシュピール・デュルメン、メアフェルト、ロルプがデュルメン市に合併した[13]。

## 住民

### 人口
| 地区               | 人口（人） |
| ------------------ | ---------- |
| デュルメン＝ミッテ | 29,226     |
| ブルデルン         | 5,929      |
| ハウスデュルメン   | 2,126      |
| ヒディングゼル     | 1,772      |
| キルヒシュピール   | 4,173      |
| メアフェルト       | 2,033      |
| ロルプ             | 2,421      |
| 合計               | 47,680     |

人口は2023年1月末の数値である。

### 宗教

#### 宗教統計

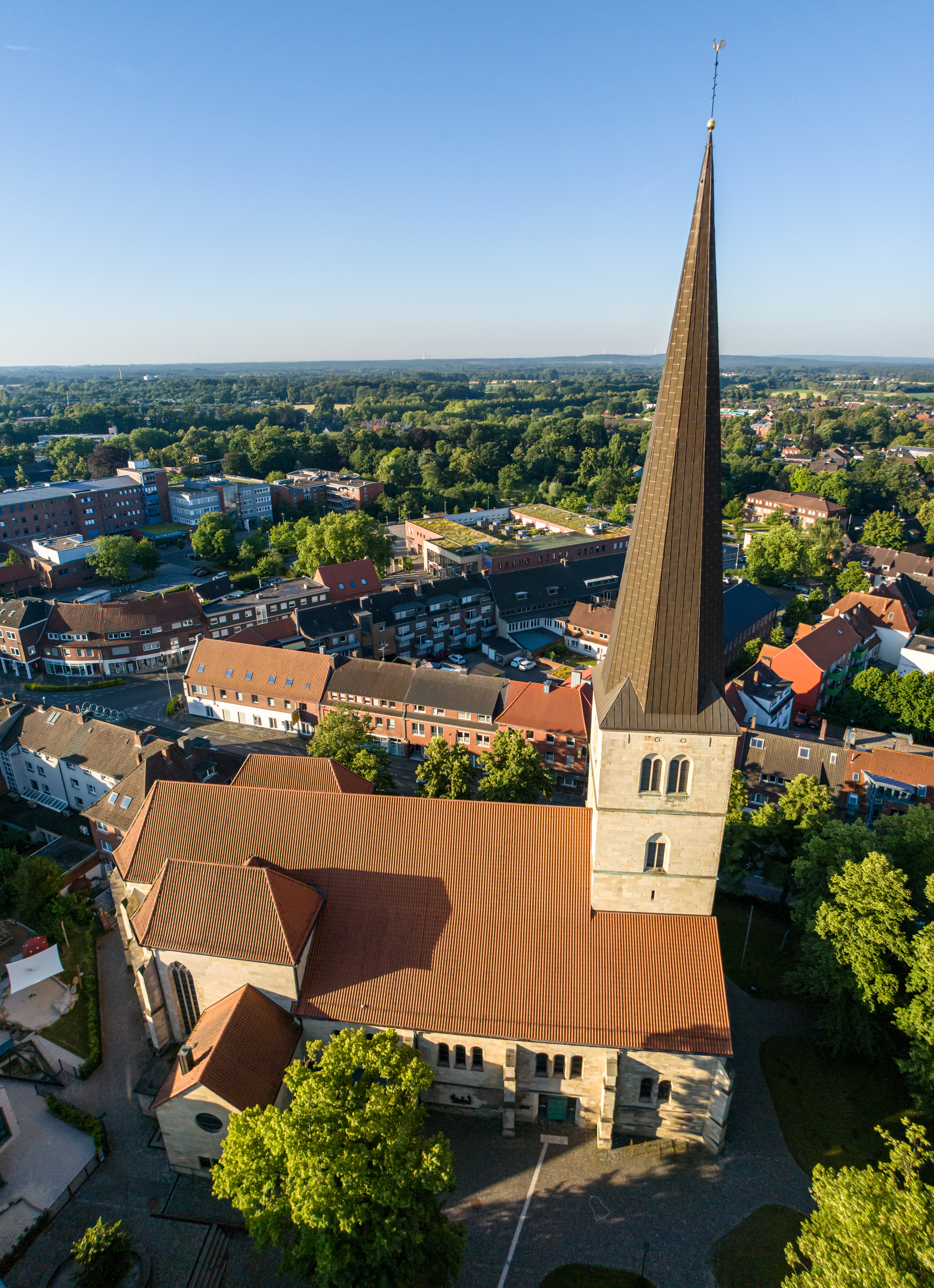
カトリック聖ヴィクトール教区教会

| 宗教               | 信者数（人） | 割合 (%) |
| ------------------ | ------------ | -------- |
| ローマカトリック   | 26,920       | 57.4     |
| 福音主義           | 7,301        | 15.6     |
| その他または無宗教 | 12,643       | 27.0     |
| 合計               | 46,865       | 100.0    |

信者数および割合は Zensus 2022 に基づく2022年5月15日現在の数値である。
2022年に616人、2023年には662人がデュルメンの教会から離れ、教会は2年間で総人口の 3 % の信者を失った。2023年12月31日現在の報告によれば、福音主義教会の信者数は7,117人（人口の 15 %）である。福音主義教会の信者数は2008年から減少している。

#### 教会
中心となる重要な教会はカトリックの聖ヴィクトール教会である。この教会はデュルメン内市街で最も古い教会である。
その他の教会:
- 福音主義
  - クリストゥス教会
- 自由教会
  - 福音主義自由教会デュルメン e.V. の教団の家
- カトリック
  - 聖ヨーゼフ教会
  - 聖十字架教会
  - 聖マリア・ケーニギン教会（現在は教会として使われていない）
  - 聖パンクラティウス教会（ブルデルン）
  - 聖マウリティウス教会（ハウスデュルメン）
  - 聖ゲオルク教会（ヒディングゼル）
  - 聖ヤーコブス教会（キルヒシュピール、カルトハウス）

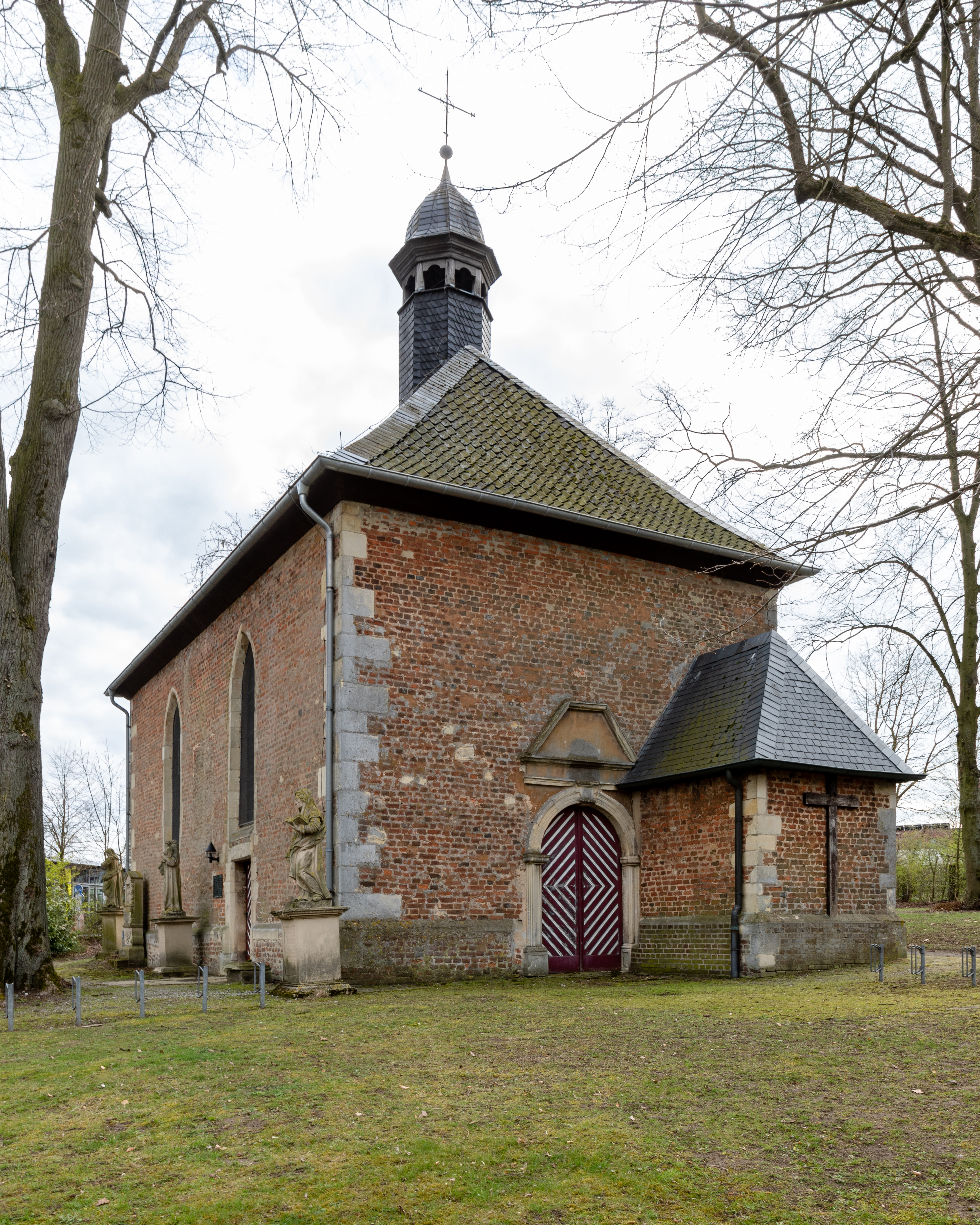
十字架礼拝堂

  - 聖アントニウス教会（メアフェルト）
  - 聖アガタ教会（ロルプ）

#### 礼拝堂
カトリックの礼拝堂には以下がある。
- リューディングハウザー通りの十字架礼拝堂
- フィスベック館近くのマリエン礼拝堂（キルヒシュピール、フィスベック）
- 聖ミヒャエル礼拝堂（キルヒシュピール、レッダー）
- 聖ヨハネス・ネポムク礼拝堂（ヒディングゼル）

これらに加えて、メアフェルト館に礼拝堂があり、さらにデュルメン周辺には小さな礼拝堂や祠がいくつもある。

#### その他の宗教建築
デュルマンには、新使徒教会とエホバの証人の集会所がある。

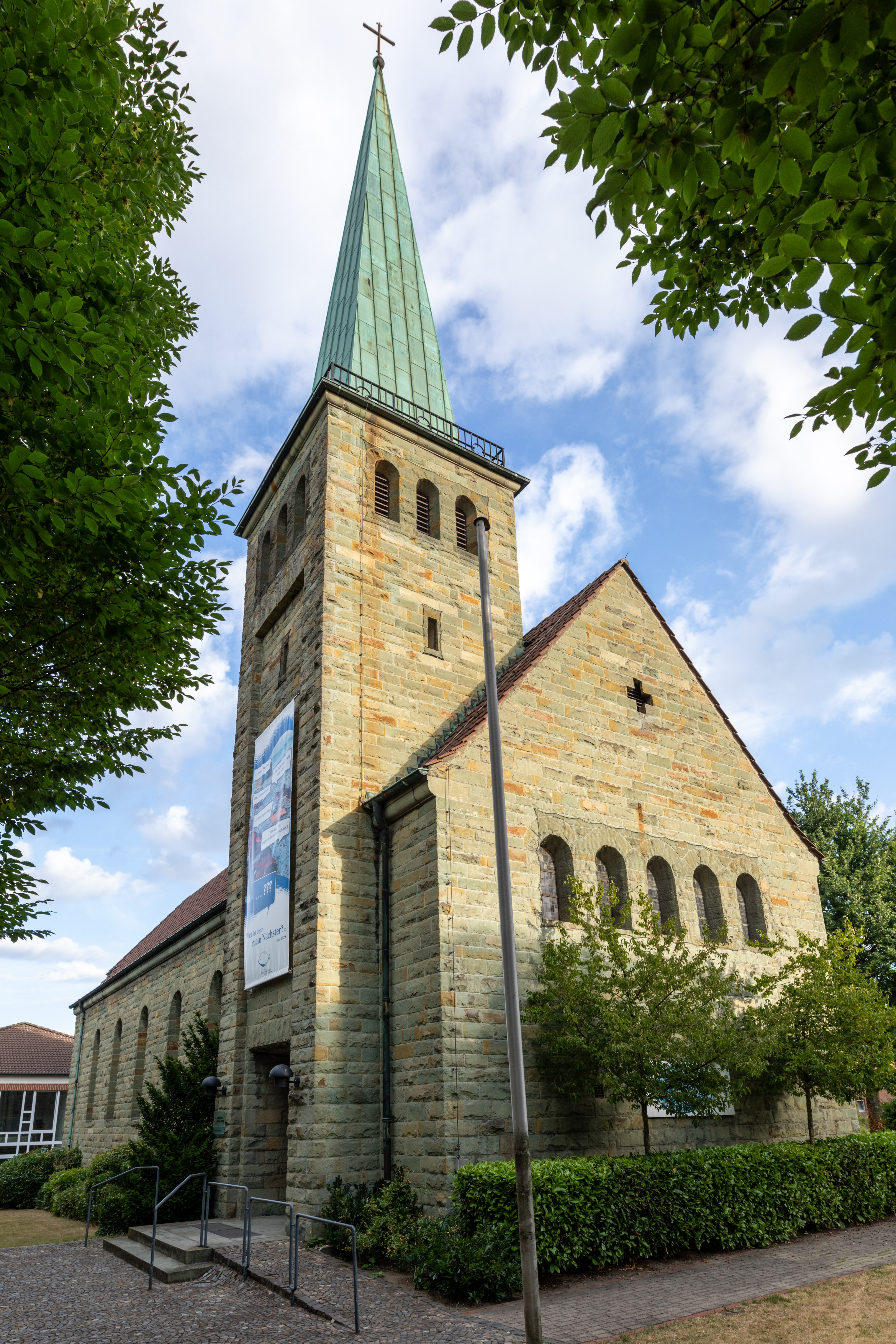
福音主義クリストゥス教会
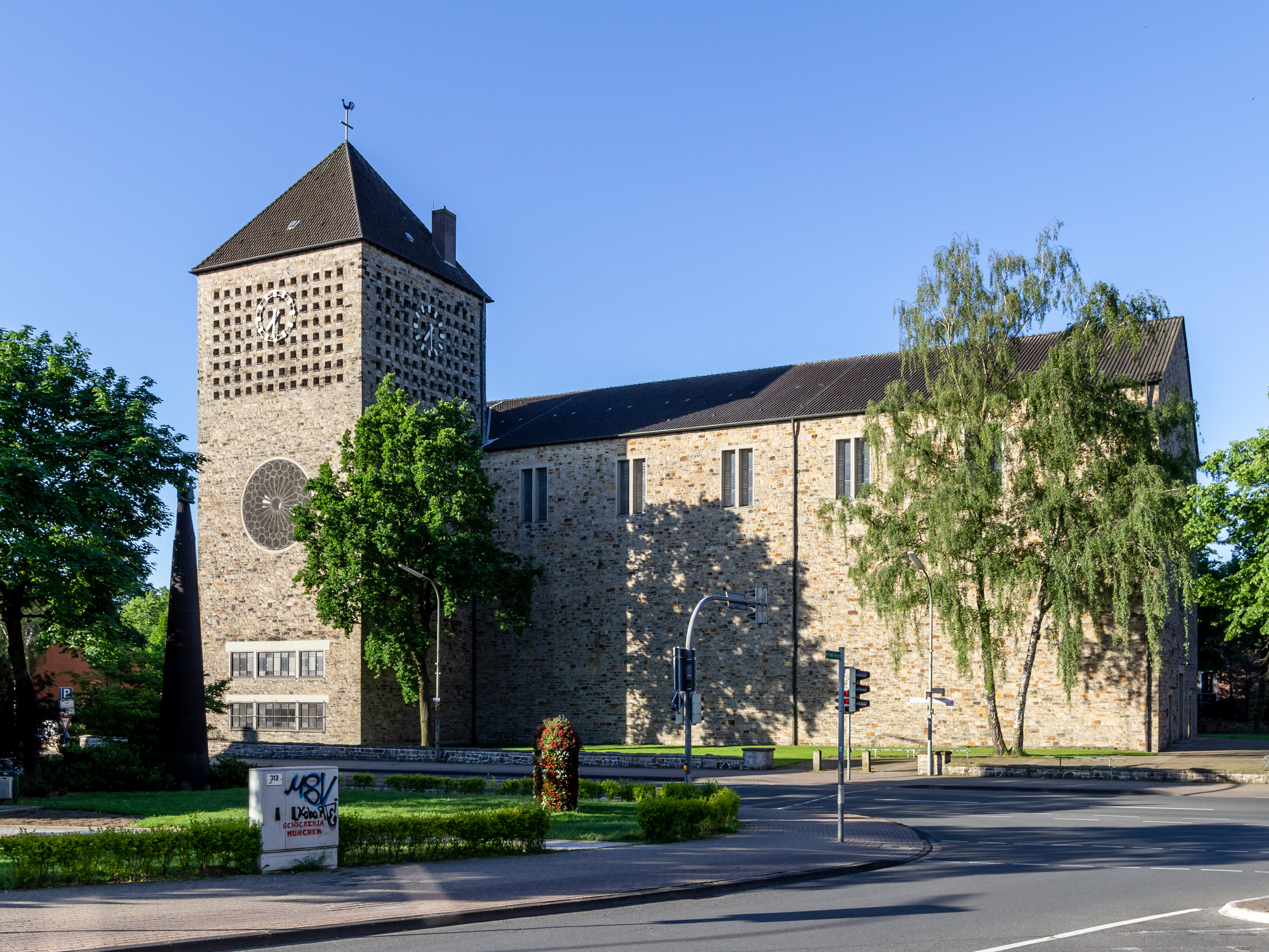
カトリック聖十字架教会
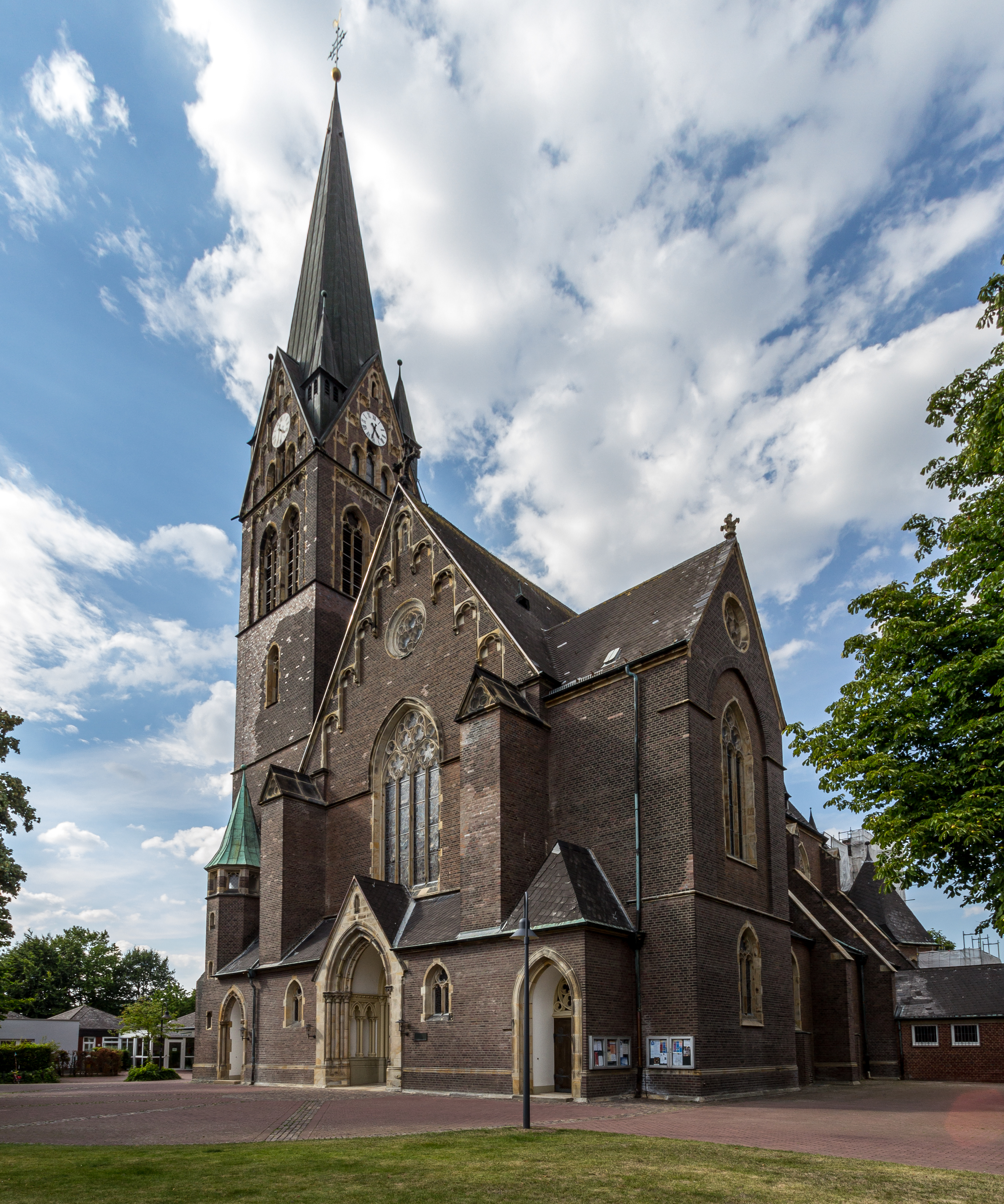
聖パンクラティウス教会（ブルデルン）
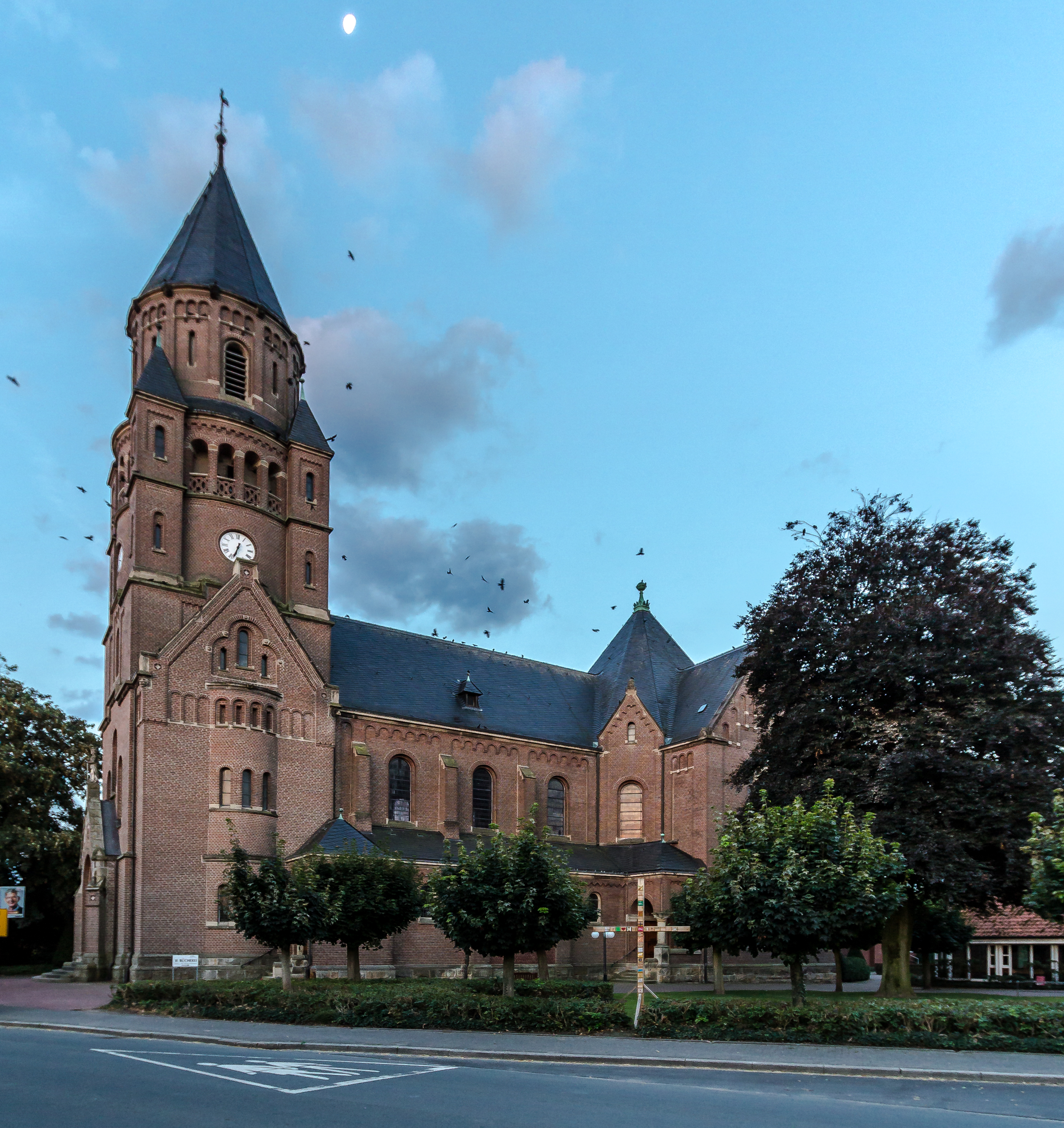
聖ゲオルク教会（ヒディングゼル）

## 行政

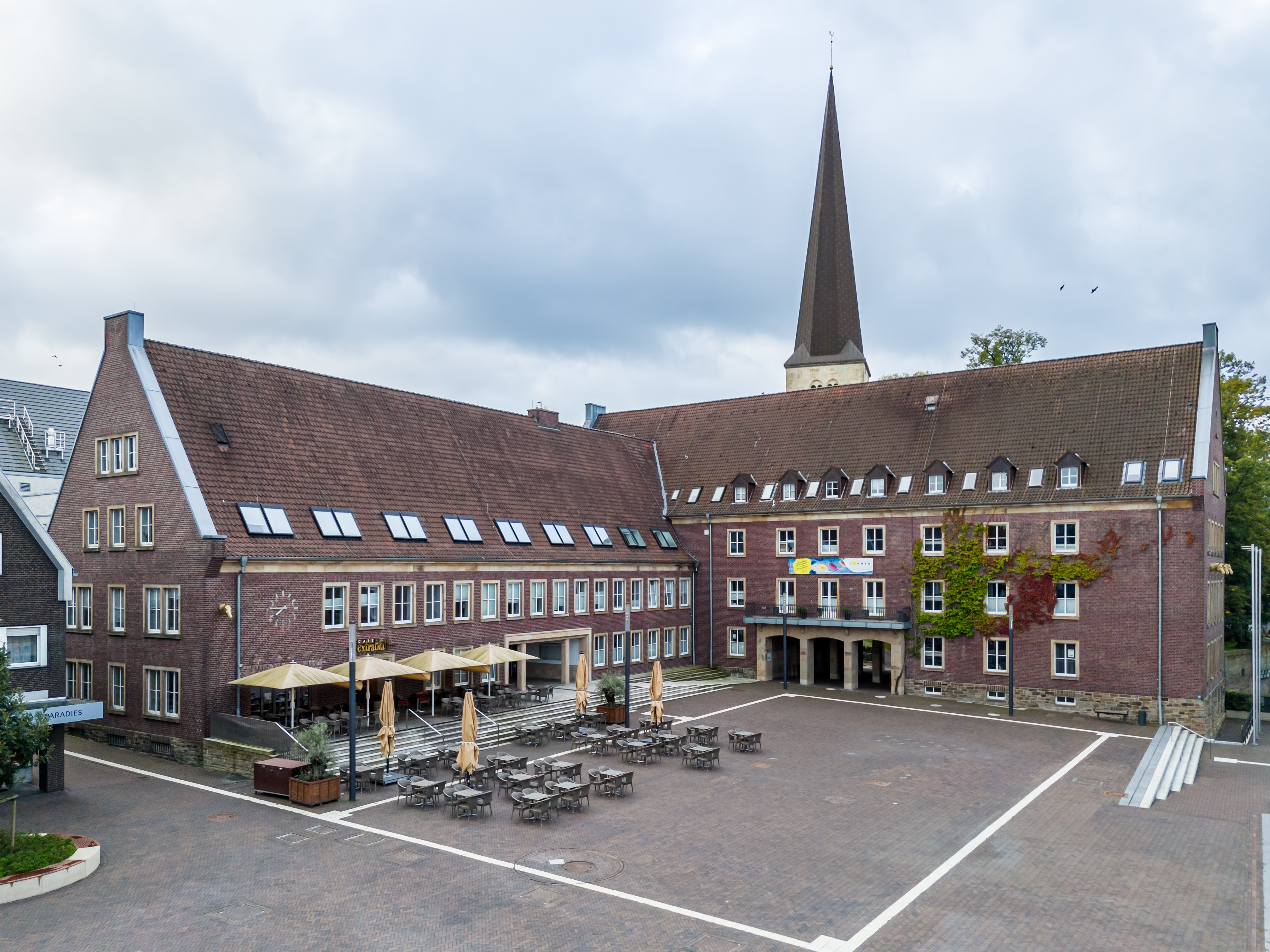
デュルメン市庁舎

### 市議会
デュルメンの市議会は、44議席からなる。

### 首長
カルステン・ヘーフェカンプ (CDU) は2020年の市長選挙で 50.4 % の支持票を獲得してデュルメンの市長に選出された。前任者のエリーザベト・シュトレムラウはこの選挙に出馬せず、市長職を失った。

#### 過去の市長一覧
第二次世界大戦後1999年まで市長は名誉職であり、市議会議員の互選であった。直接選挙で専任の市長が選出されるようになった1999年以降の市長を選出時の選挙結果とともに列記する。
| 選挙年 | 市長名                       | 政党   | 得票数 | 得票率 (%) |
| ------ | ---------------------------- | ------ | ------ | ---------- |
| 1999   | ヤン・ディルク・ピュットマン | CDU    | 13,270 | 63.9       |
| 2004   | ヤン・ディルク・ピュットマン | CDU    | 11,182 | 50.9       |
| 2009   | エリーザベト・シュトレムラウ | SPD    | 12,359 | 55.3       |
| 2015   | エリーザベト・シュトレムラウ | 無所属 | 13,458 | 71.2       |
| 2020   | カルステン・ヘーフェカンプ   | CDU    | 11,033 | 50.4       |

歴史上最初の市長は、1328年のランプト・フォン・ヒディングゼルと、「トラゲ」と呼ばれたゴットフリートである。

### 紋章、幟、旗、印章
デュルメン市は、1977年7月19日の行政管区長官の文書により紋章、印章、幟、旗の使用権を授けられた。
紋章の図柄: 金地（黄色地）に青のクロス・ボトニー（先端がクローバー型の十字架）。
紋章は16世紀末に初めて登場し、デュルメンの銅貨に描かれた。紋章のデザインは18世紀初めに市の印章に組み込まれた。十字架はおそらく街の守護聖人である聖ヴィクトールに由来する。14世紀のデュルメン聖ヴィクトール修道院の騎士印章に、こうしたデザインの盾を持つ姿が描かれている。ナチス・ドイツ時代には様式化されたリューディングハウザー門を描いた別の紋章が使われたが、早くも1947年12月2日には現在の紋章がノルトライン＝ヴェストファーレン州内務省の認可を得ている。
幟: 幟旗は長辺と平行（つまり縦向き）に黄色と青に（左右）二分割。黄色地部分の上部に市の紋章である青いクロス・ボトニー。
旗: 市の旗は長辺と平行（つまり横向き）に黄色と青に（上下）二分割。黄色地部分の向かって左側に市の紋章である青いクロス・ボトニー。
印章: 行政印は、市の紋章とその周囲に "Stadt Dülmen" の文字。

### 姉妹都市
- シャルルヴィル＝メジエール（フランス、アルデンヌ県）1963年（当時はメジエールとの関係であった）[21]

また1990年から以下の町と友好自治体関係にある。
- フェールベリン（ドイツ語版、英語版）（ドイツ、ブランデンブルク州）[21]

## 文化と見どころ

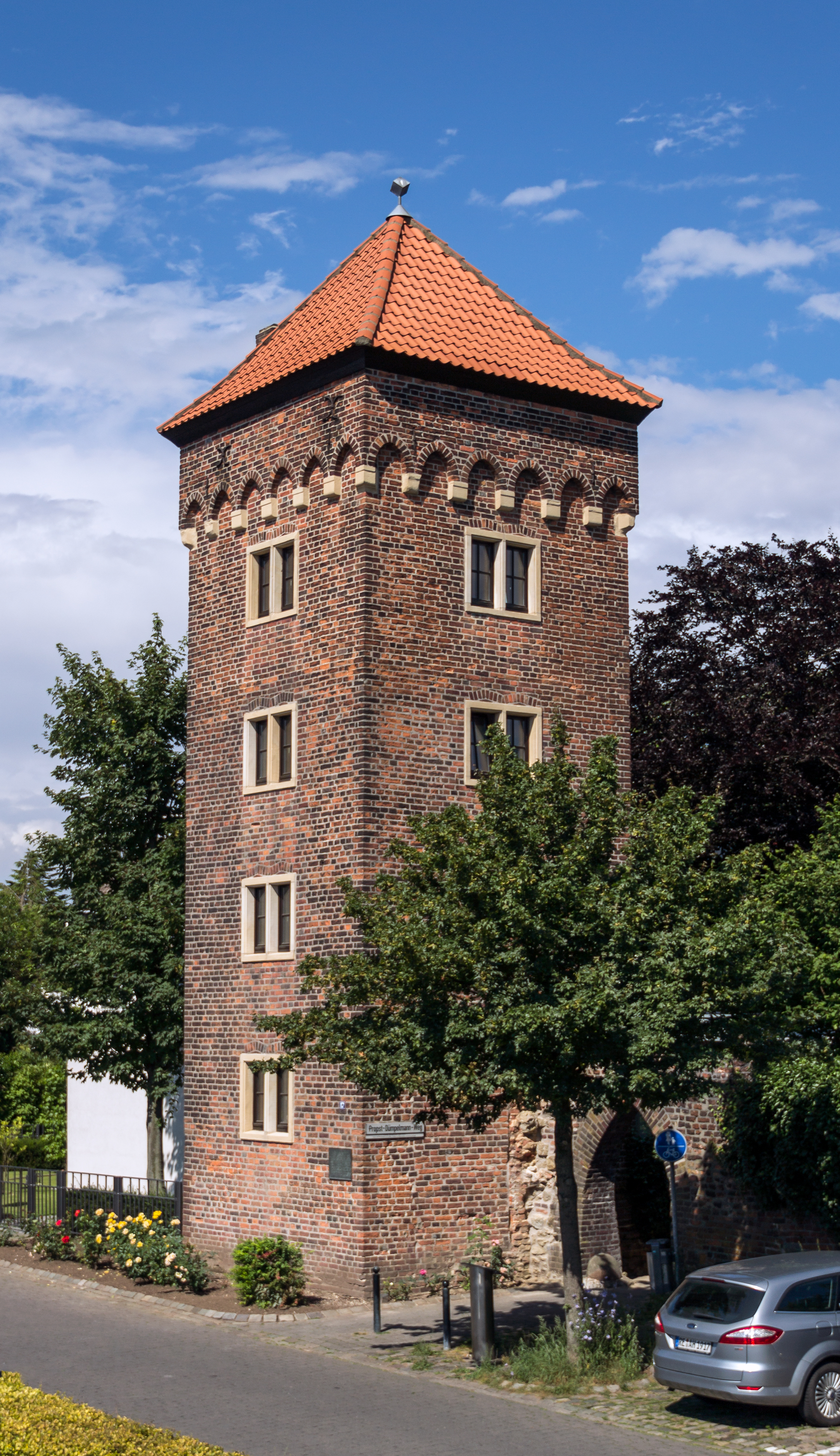
ノネン塔

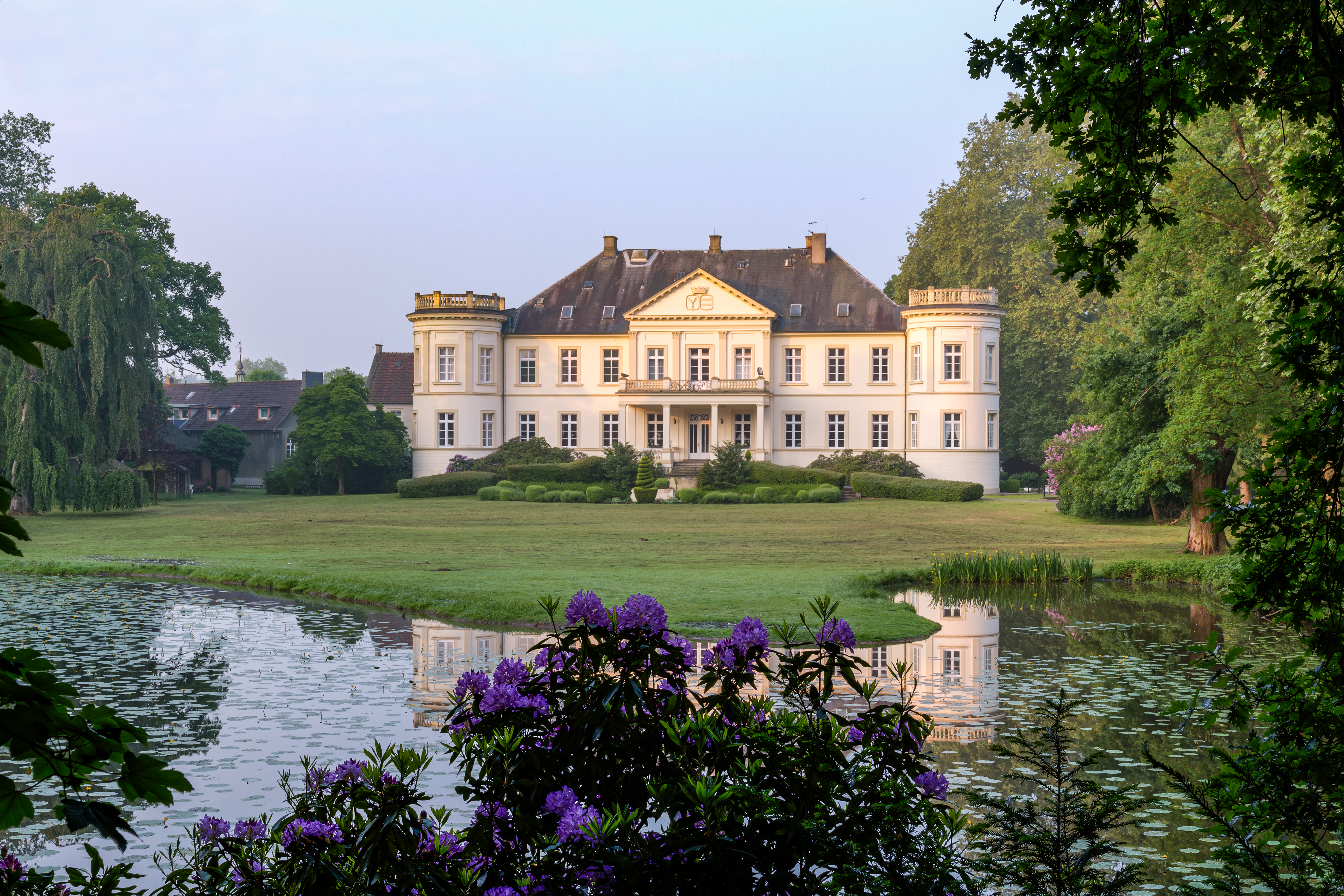
ブルデルン城

### 建築
5つの門と少なくとも4つの塔を備えていた古い都市防衛施設の内、デュルメンの象徴的建造物となっているリューディングハウザー門とローレンケン塔、ノネン塔が現存している。他の門（ミュンスター門、ブルク門、ノイエス門、コースフェルダー門）は、旅館やレストラン、あるいは通りにその名をとどめている。ブッデン塔とティーバー塔は現存しない。
建造年の古い建物の一つがクサンテンのヴィクトールにちなんで名付けられた、デュルメンで最も古い教会の聖ヴィクトール教会で、780年に創建された。第2のカトリック教会である聖十字架教会は、1936年から1938年に建設された。
その他の建物としては以下のものがある。
- オストホフ館
- エンメリック記念館
- ブルデルン城
- ディー・シュピーカー（穀物倉庫、ブルデルン）
- グローセ・タイヒスミューレ（水車、ハウスデュルメルン）
- 十字架礼拝堂
- クルップの射撃・試験場（埋蔵/地表文化財、デルネカンプ近く）
- ラントヴェール（領邦防衛線、メアフェルト近く）
- 聖ゲオルク教区教会（ヒディングゼル）
- デュルメン・ユダヤ人墓地

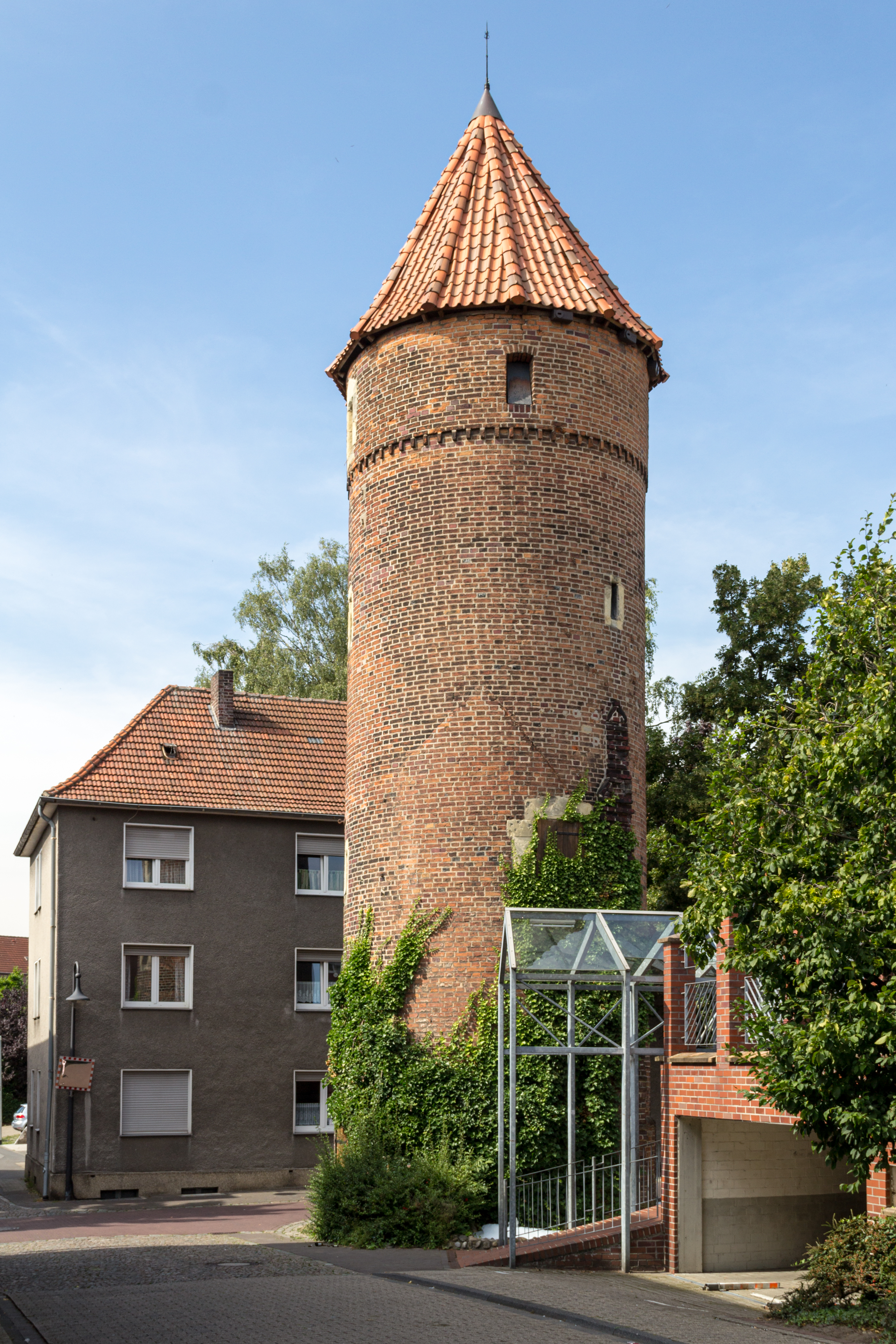
ローレンケン塔
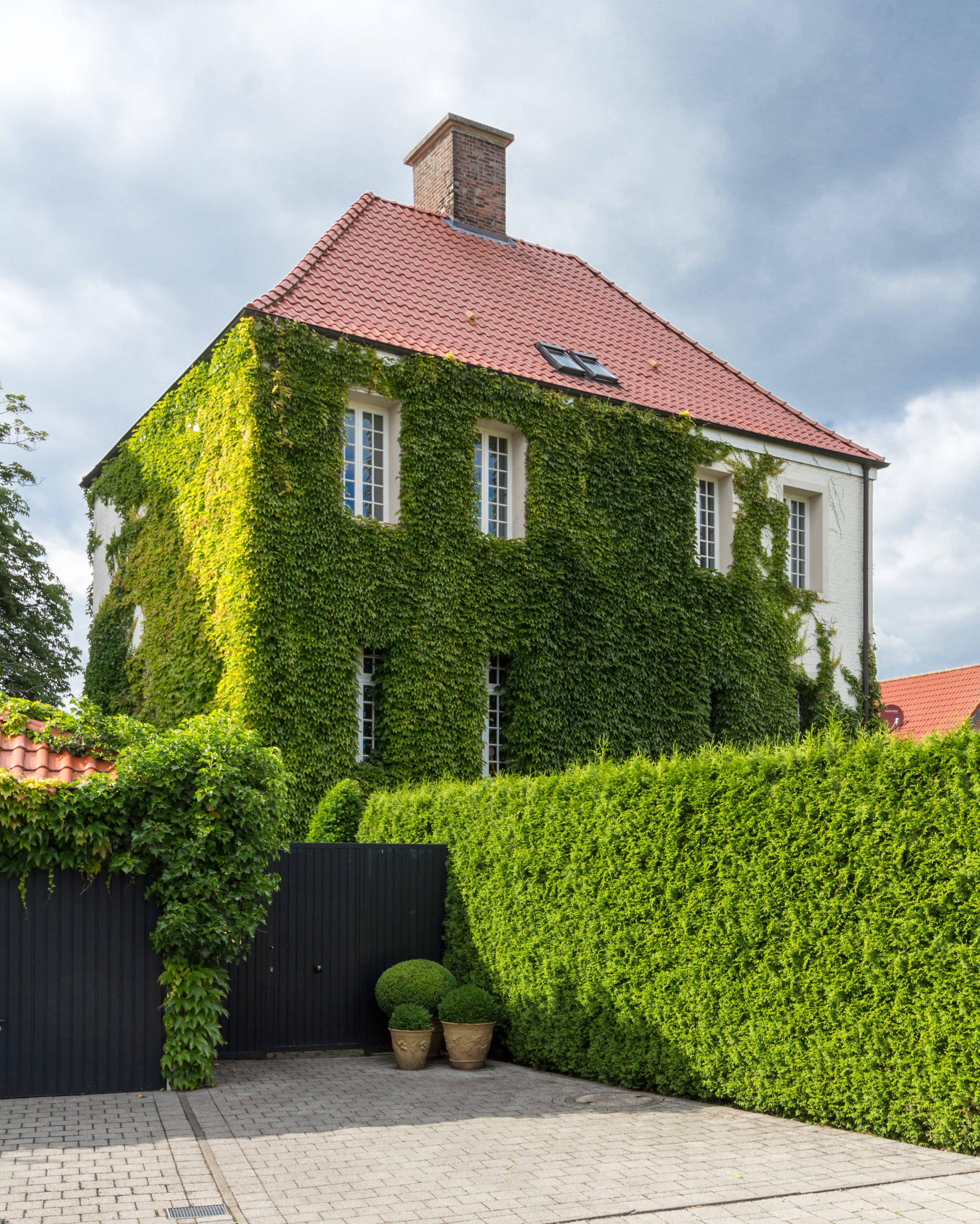
オストホフ館
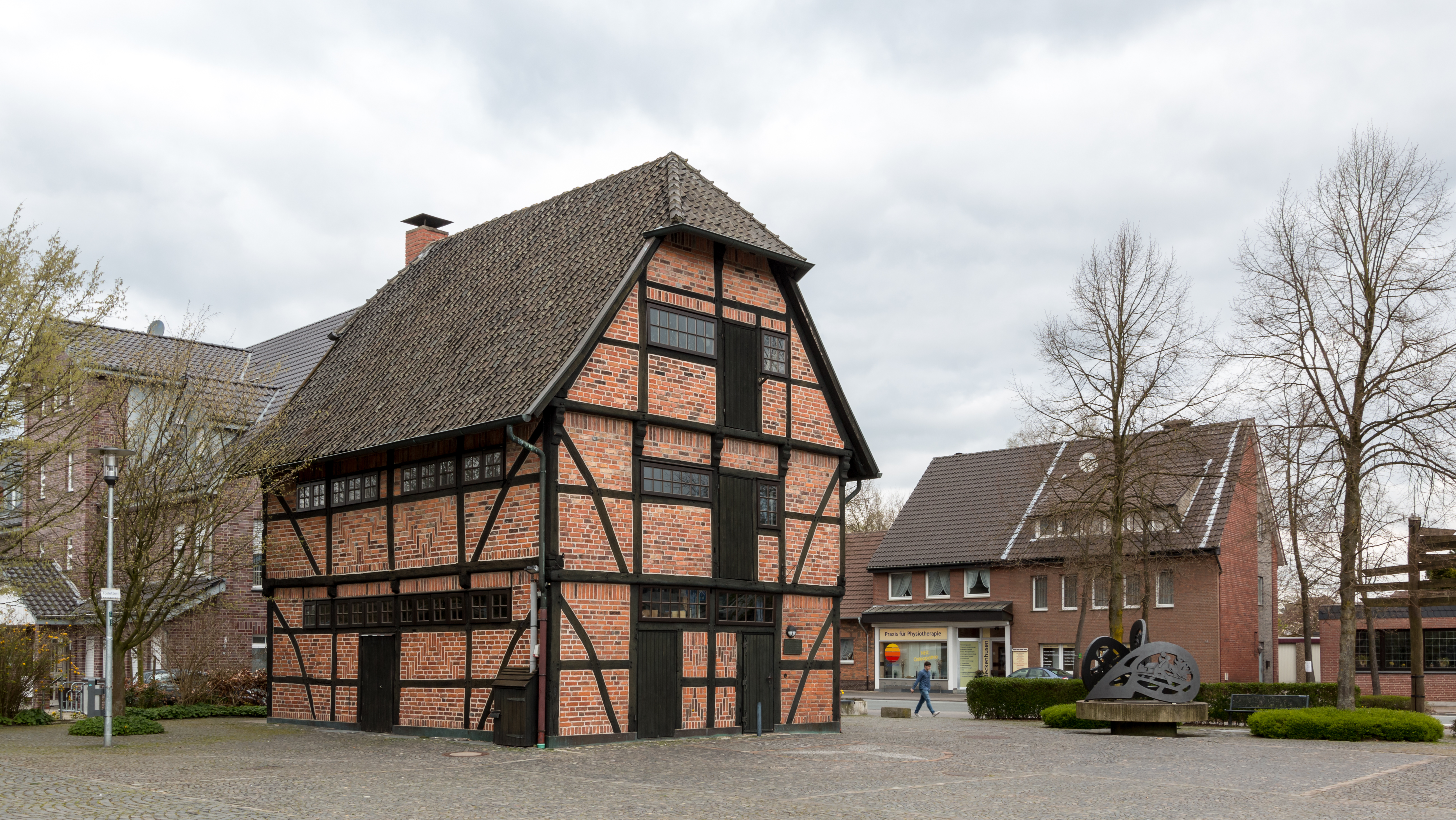
ブルデンのグローサー・シュピーカー
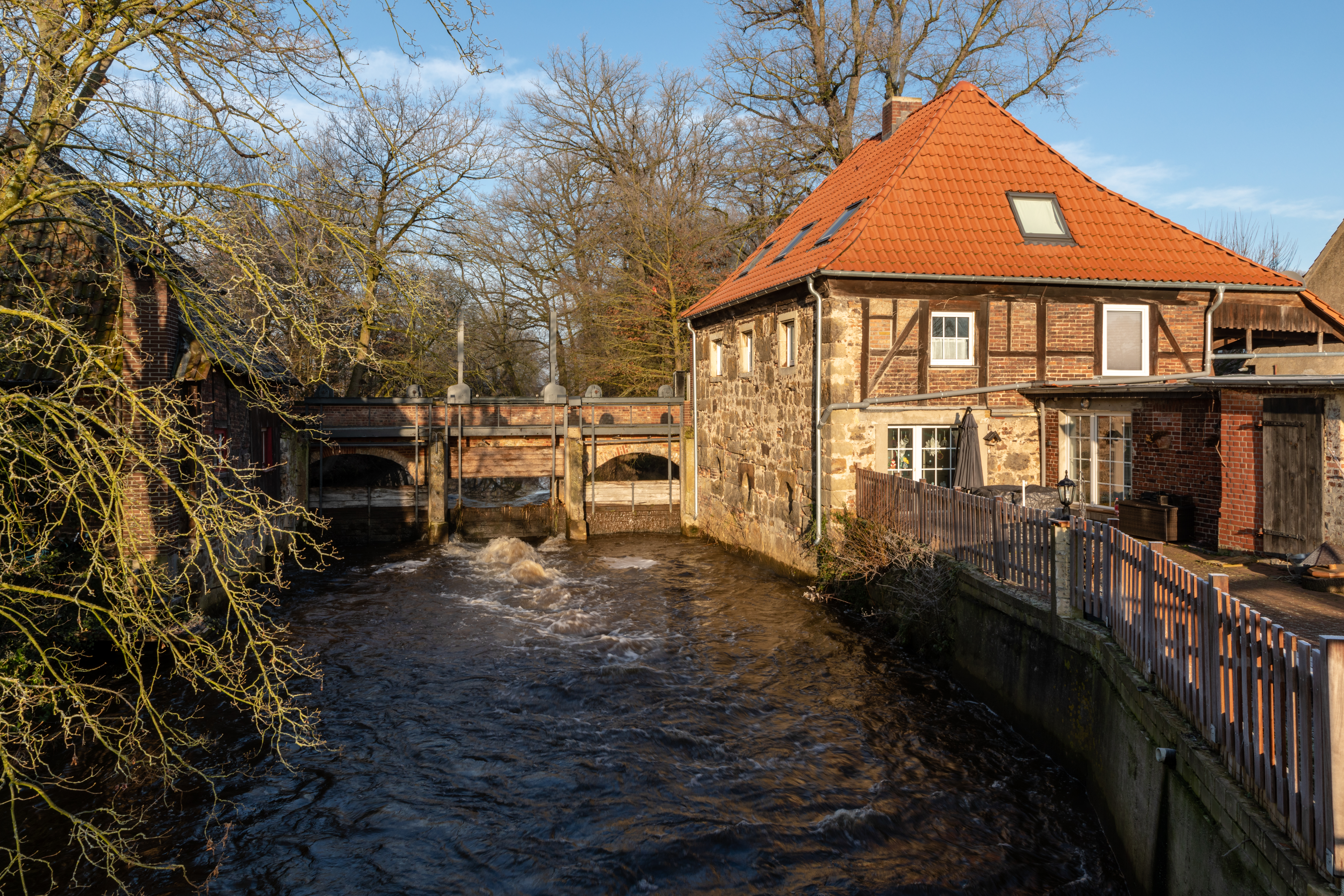
ハウスデュルメンのグローセ・タイヒスミューレ

### 文書館
デュルメン市立文書館は、この街の歴史にとって重要な様々な文書や音声/映像資料を所蔵している。この文書館の収蔵品には、たとえば公文書や報道記録の他に、様々な時代のデュルメンの写真や絵はがきも含まれる。閲覧室は興味を持つ人や学生グループにも開放されている。市立公文書館はヘルマン＝レーザー＝シューレの地下にある。
この他にクロイ公の行政府の建物内にクロイ公の文書館がある。

### 音楽
音楽活動を行っているクラブやグループの広がりは、合唱や音楽隊からロックやアイルランド音楽まで幅広い。

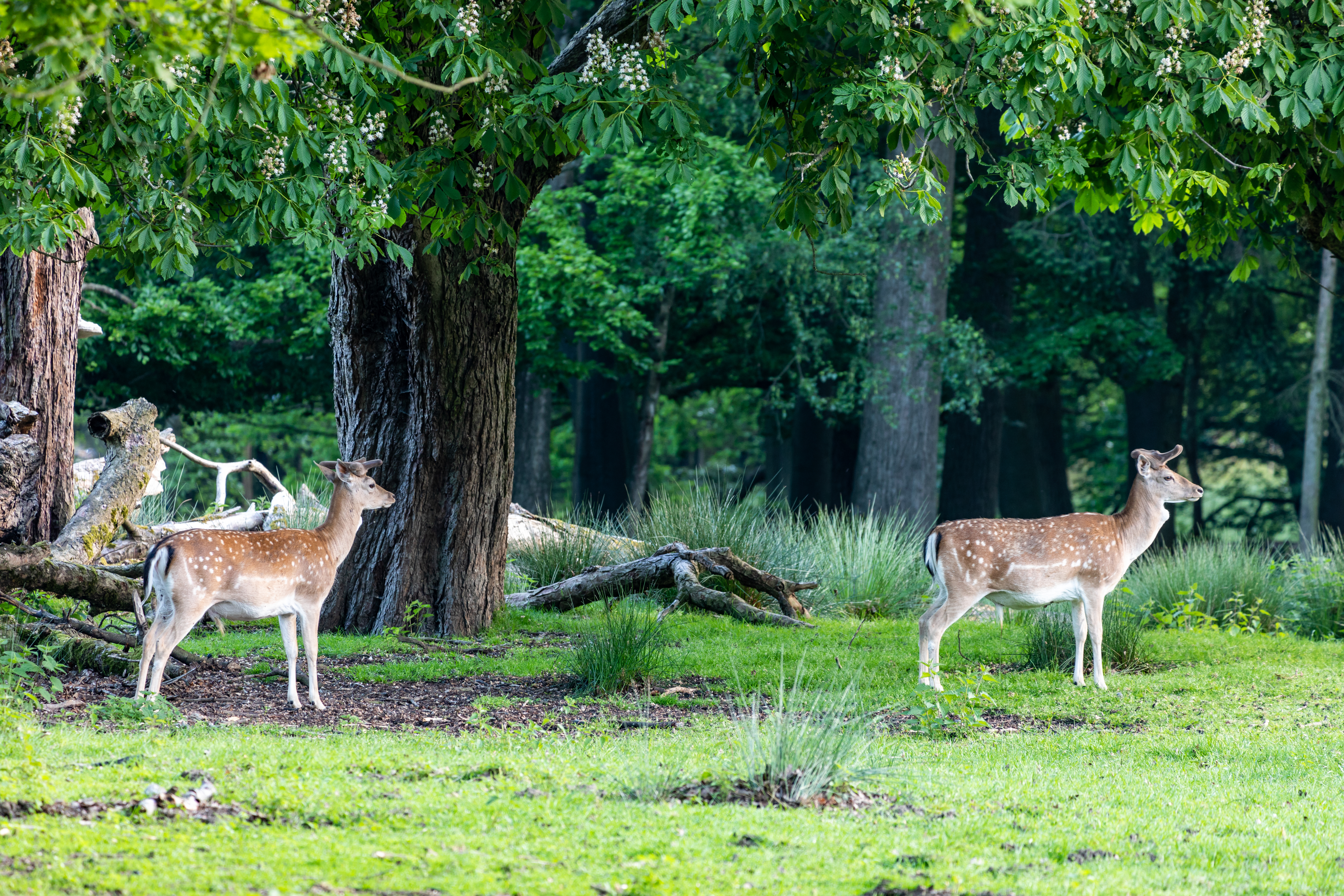
デュルメン・ヴィルトパルク

### 公園

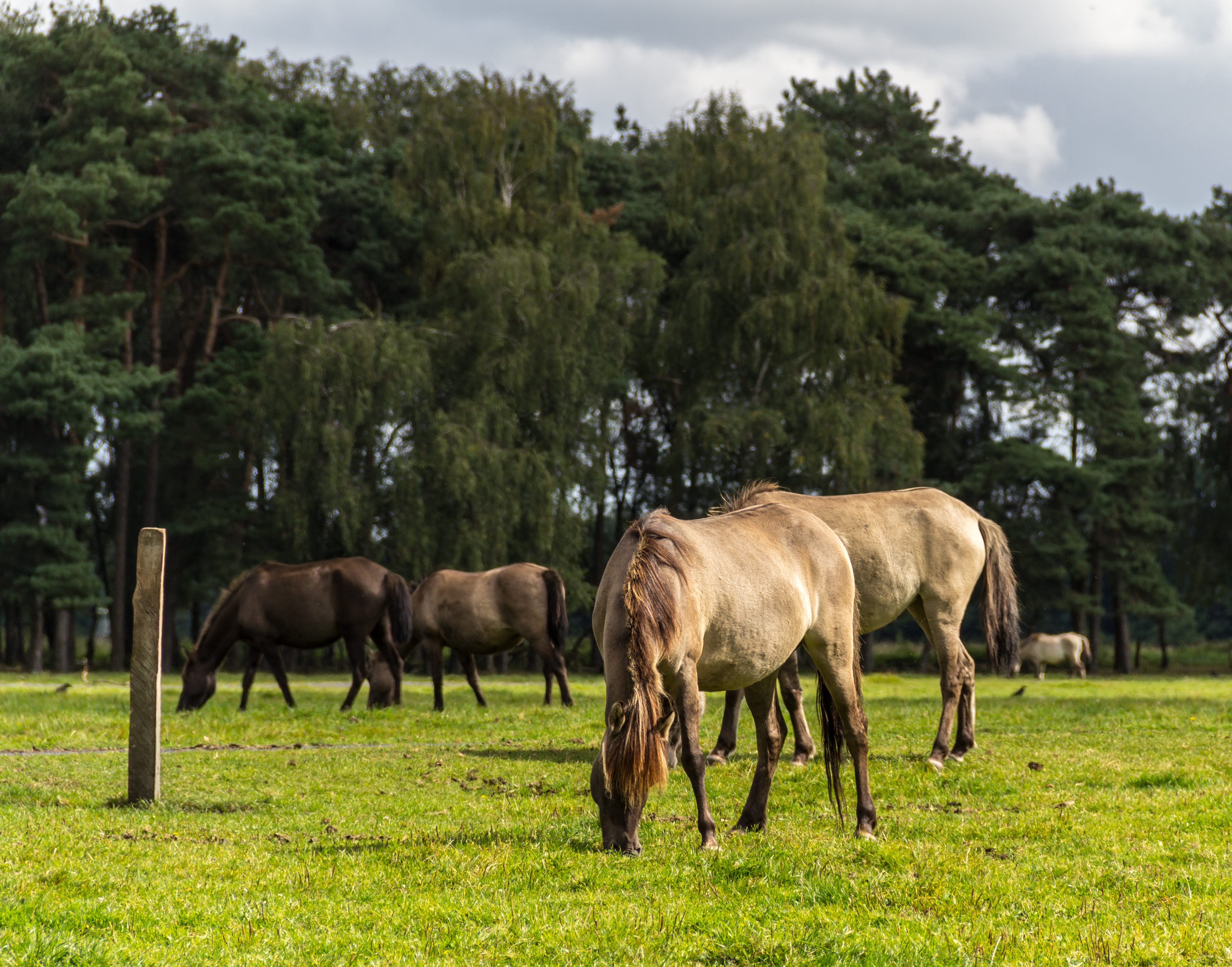
デュルメナー野生馬

デュルメン・ヴィルトパルク（鳥獣園）は、広さ250ヘクタールのデュルメン最大の公園で、全国的に知られている。この公園は、土地を取得した1860年から存在している。その起源は1341年から存在していたかつてのヒンデルキンク荘園に遡る。この土地は、元々はクロイ公の田舎の別荘地として計画された。1864年に所有者アルフレート・フォン・クロイは、イギリス式庭園の造園家エドワード・ミルナーに池、木橋、草地、木立群がある広さ120ヘクタールの庭園の設計を依頼した。施工は造園家チャールズ・バーナードが行ったが、彼のアイデアも設計に反映された。その後この庭園は拡張された。この公園は現在近郊のレクリエーション地となっており、1920年代からこの庭園に運ばれたノロジカやダマジカなど様々な野生生物が生息している。
ヴィルトパルクは、並行して造られたいわゆるフォアパルク（直訳: 前の公園）を介して、現在は古い厩舎だけが遺るかつての城館の跡地につながっている。城館の礎石は1834年にアルフレート・フォン・クロイによって据えられた。城館には、1861年に景観庭園に改造された城館庭園が付属している。城館は第二次世界大戦の最末期に破壊され、ハルテルナー通りが城館の西ファサードを横切った。この庭園は現在シュロスパルク（城館公園）となっており、休憩や遊びの機会を提供している。
この他に、ベンディクス公園、結婚式場公園「アン・デア・レームクーレ」、「アン・デン・ヴィーゼン」公園やフォアパルクがある。

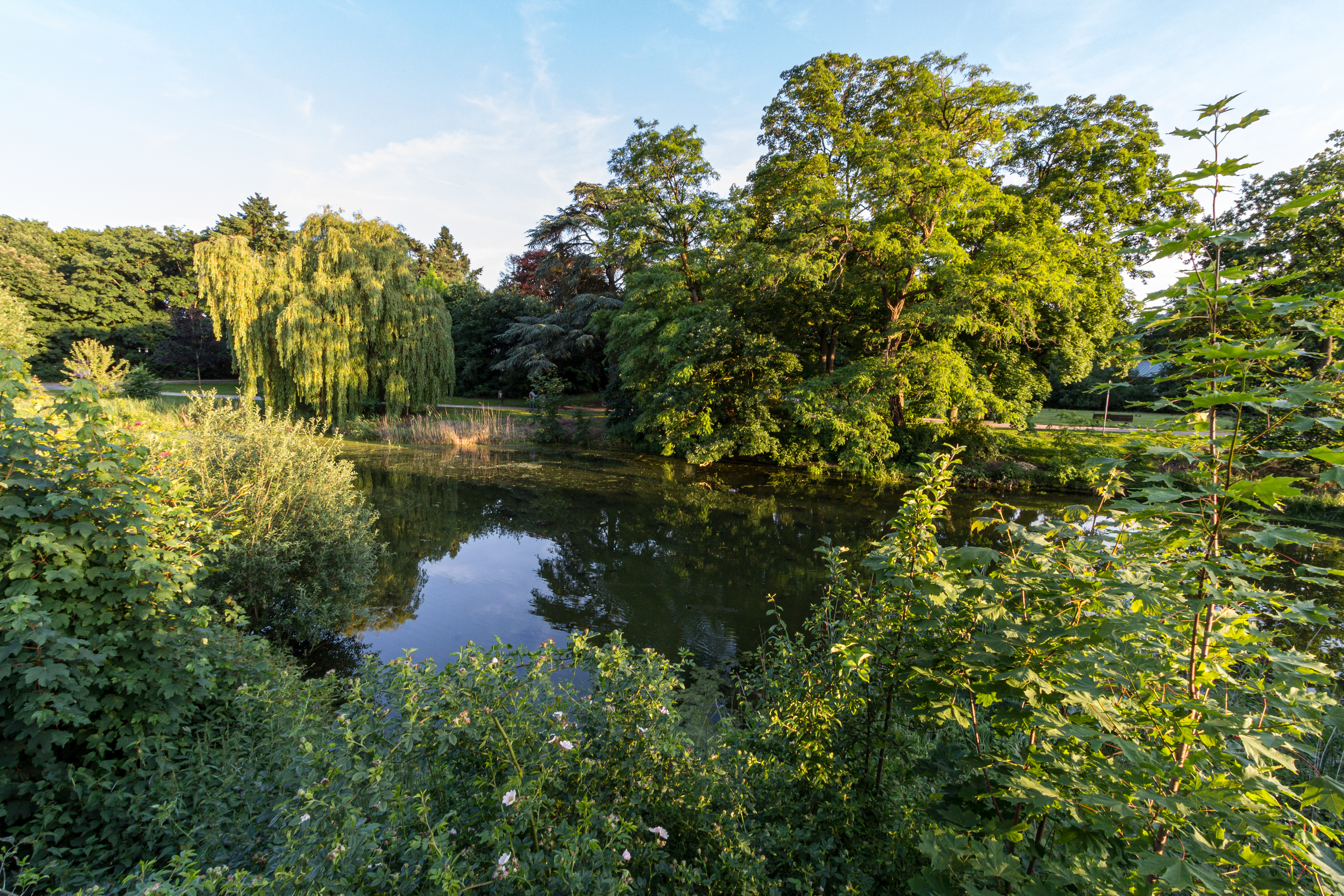
シュロスパルク
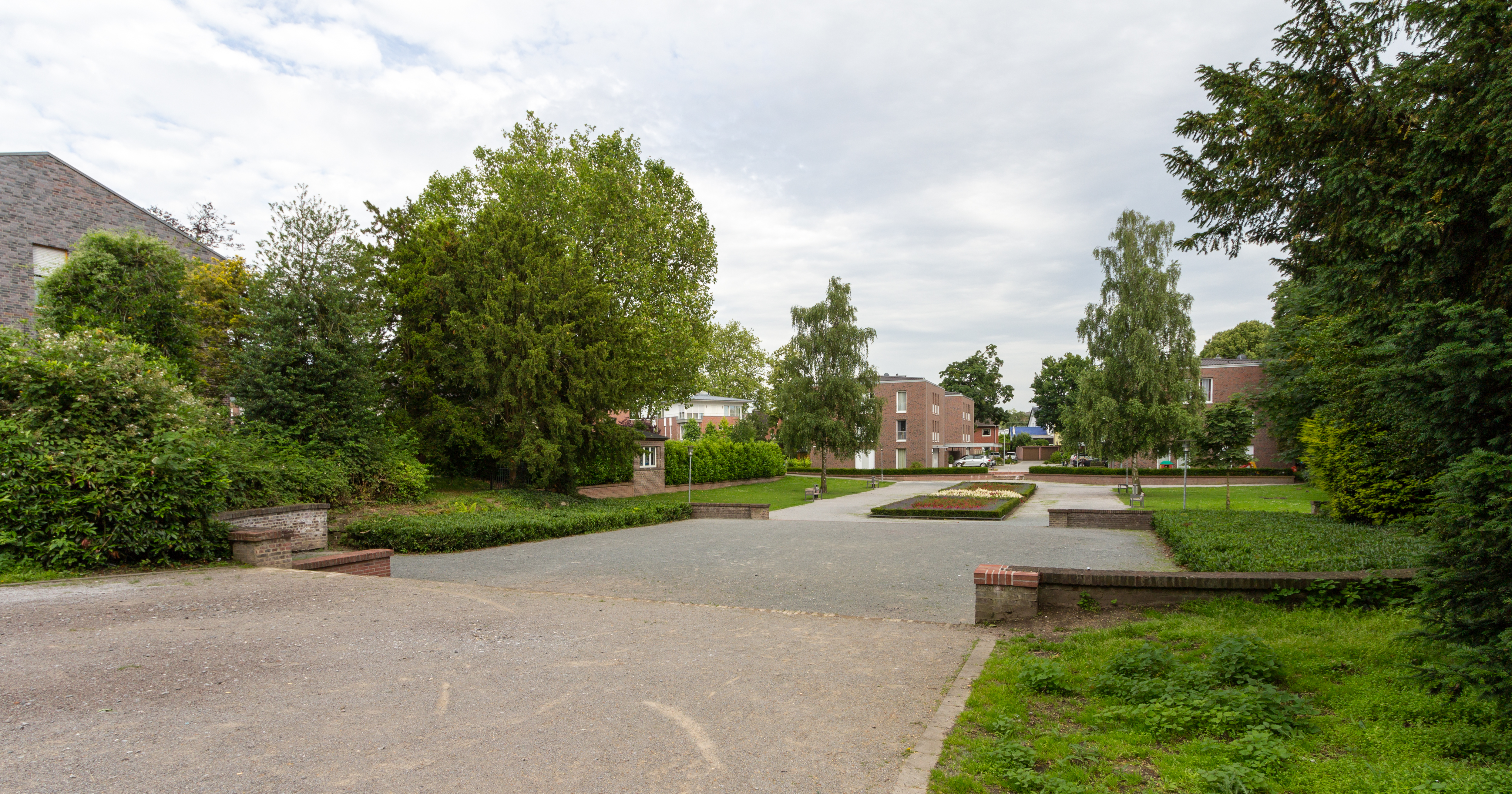
ベンディクス公園
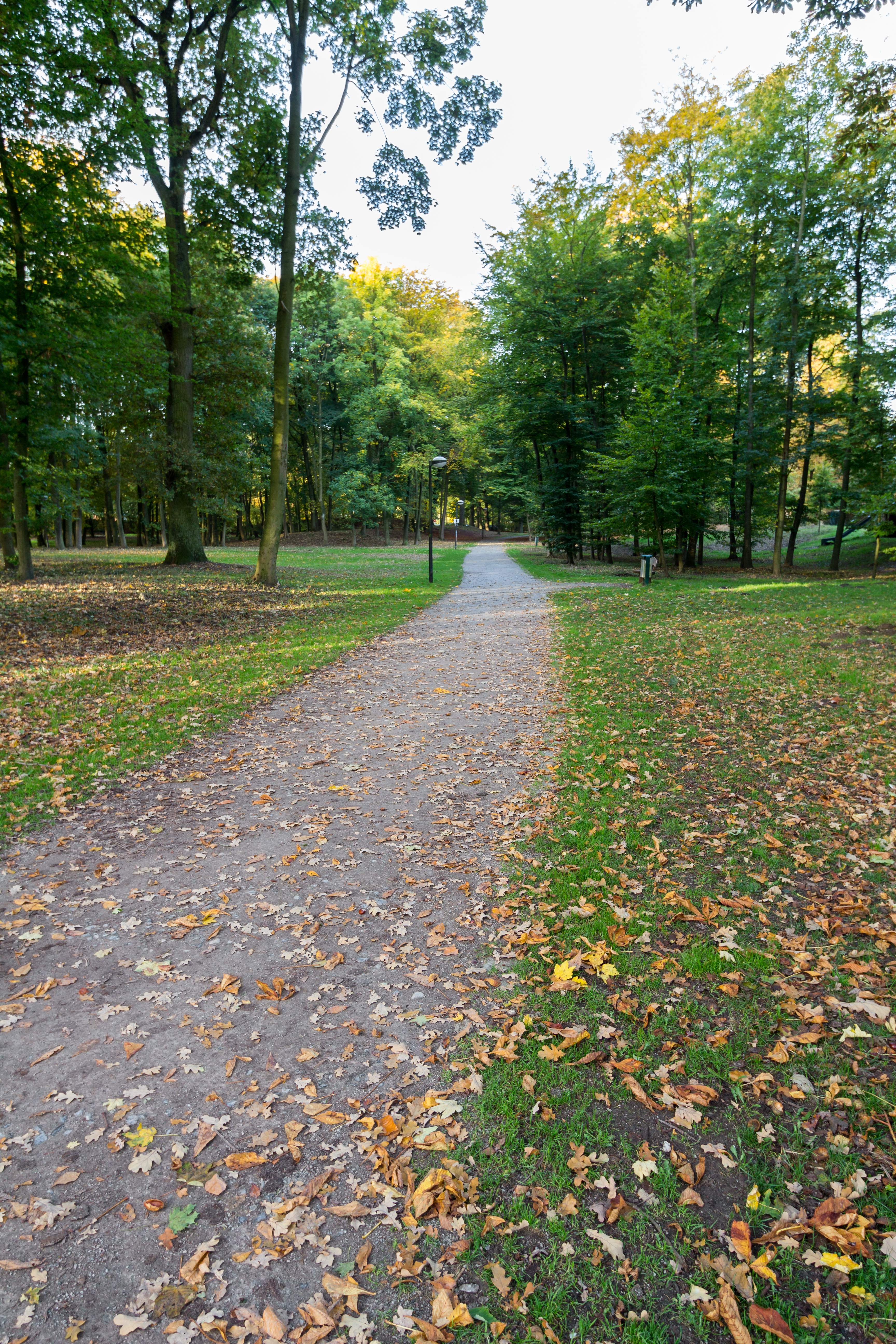
フォアパルク

### デュルメナー野生馬
デュルメナー野生馬は、エムシャーブルヒャー種を祖先とする丈夫な小型馬で、主に広さ 350 ha の自然保護区であるデュルメンのメアフェルダー・ブルーフに生息している。ここには約400頭の野生馬がいる。メアフェルダー・ブルーフにあるヴィルトプフェルデバーン（野生馬捕獲区域）では、伝統的に毎年5月の最後の土曜日に行われる ヴィルトプフェルデファング（野生馬捕獲祭）で、群の中から1歳の雄馬たちが捕まえられる。

### 自然保護区
メアフェルダー・ブルーフには森、ムーア、ハイデがあり、そこで野生馬の群が暮らしている。
デュルメン周辺にはこの他に、「アム・エンテボルン」、「ホイバッハヴィーゼン」、「ヴェルター・バッハ」、「ボルケンベルゲ」、「タイヘ・イン・デア・ホイバッハニーデルング」自然保護区がある。

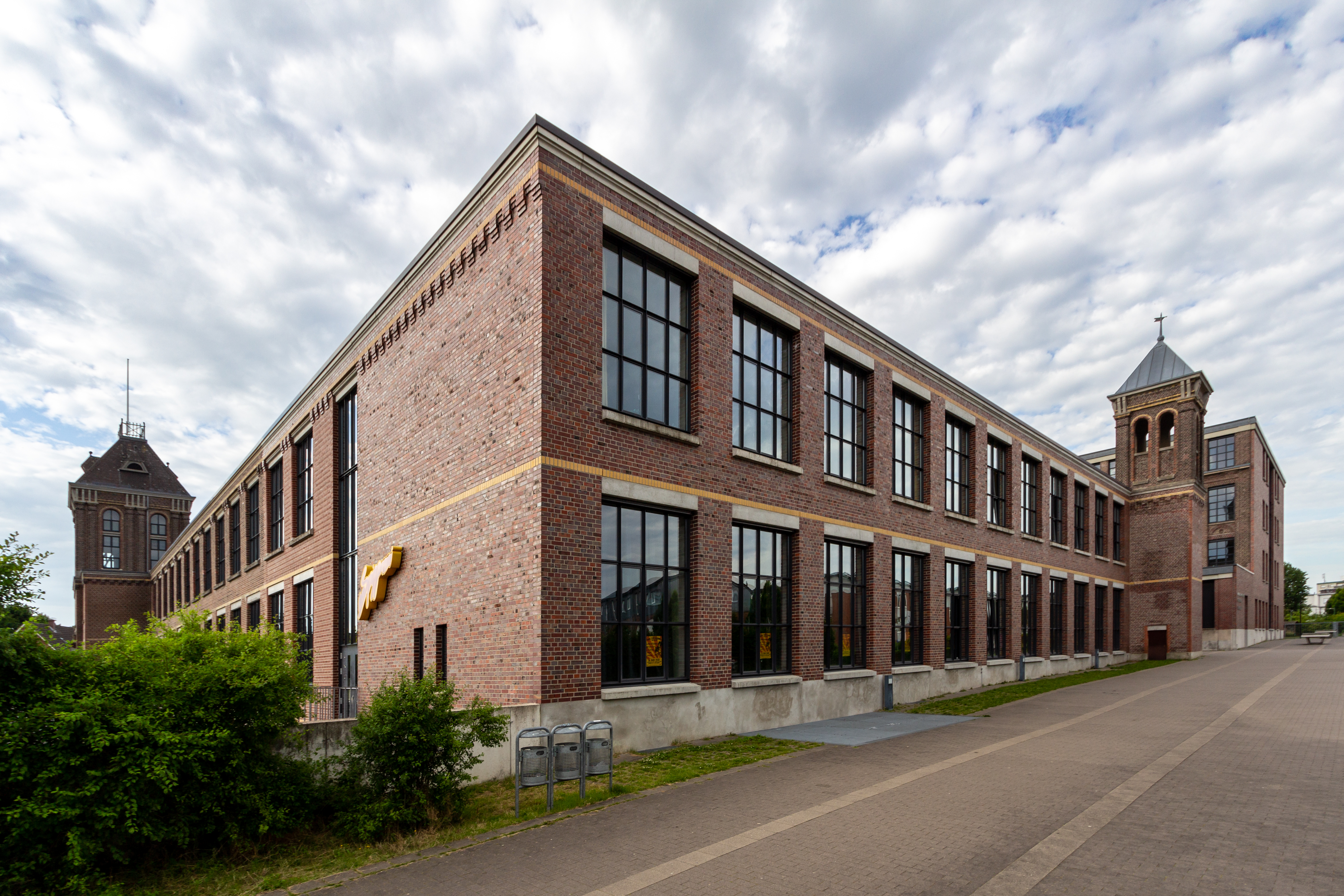
青年センター「ノイエ・シュピネライ」

### 余暇
かつてのパウル・ベンディクス社の工場敷地の「ノイエ・シュピネライ」は創造的で文化的な機会を提供している。ここは市の青年センターとなっている。
デュルメンはレジャープールがある。さらにデュルメンの南、ハウスデュルメン近くのデュルメナー湖とハルテルンのジルバー湖 II で水浴が可能である。
デュルメン周辺には多くの自転車道がある。

### 年中行事
特に重要なイベントがヴィルトプフェルデファングである。毎年5月の最終週末に「デュルメナー野生馬」の1歳の牡馬が捕獲され競りに掛けられて売却される。
様々な音楽イベントやストリートシアターが開催される「デュルメンの夏」も重要である。
その他のイベントには以下がある。
- 市民祭（10月3日）
- 三位一体キルメス（聖霊降臨祭後）
- デュルメン・ア・ラ・カルト
- デュルメンの冬（スケートリンクが設けられる）
- デュルメンのクナイプ・フェスティバル
- 春の市（3月の第4日曜日）
- ジャガイモ市（9月の第2日曜日）
- ラスト・チャンス・トゥー・ダンス（有名バンドが演奏する野外フェスティバル）
- ヴィクトール＝キルメス（秋）
- ヴィクトール市（3月、5月、7月、9月の各第1土曜日）
- 市民サイクリングデー（4月最終日曜日）
- プフェルディナント・ヴィル・フリーゲン（第2アドヴェントの週末、伝統的なクリスマス劇）

#### スポーツイベント
毎年1月の第2週末にスポーツクラブ DJK アドラー・ブルデルン 1919 e.V. のサッカー・ジュニア部門は屋内サッカー大会「アドラー＝カップ」を開催している。この大会は、ドイツブンデスリーガ所属クラブのジュニアチームのみが参加することから、ドイツ最高のU-17ワンデー・トーナメントとしてデュルメンの地域外でも高い知名度を得ている。
さらにこの他に一連の多くのスポーツイベントがあり、その一部は地域を超えて重要である。たとえば、オッテルナーゼン・メアフェルト e.V. が主催するホビーサッカーチームによる困窮者のための「オッテルナーゼン＝カップ」や、やはり収益金が寄付される TSG デュルメンの「ニコラウスラウフ」がある。

## 経済と社会資本

### 交通

#### 交通史

##### 道路
デュルメンは、1929年に初めて計画幹線道路によって広域道路網に接続した。この道路はその後、国道 N3号線として、現在の州道 L551号線の元となった。

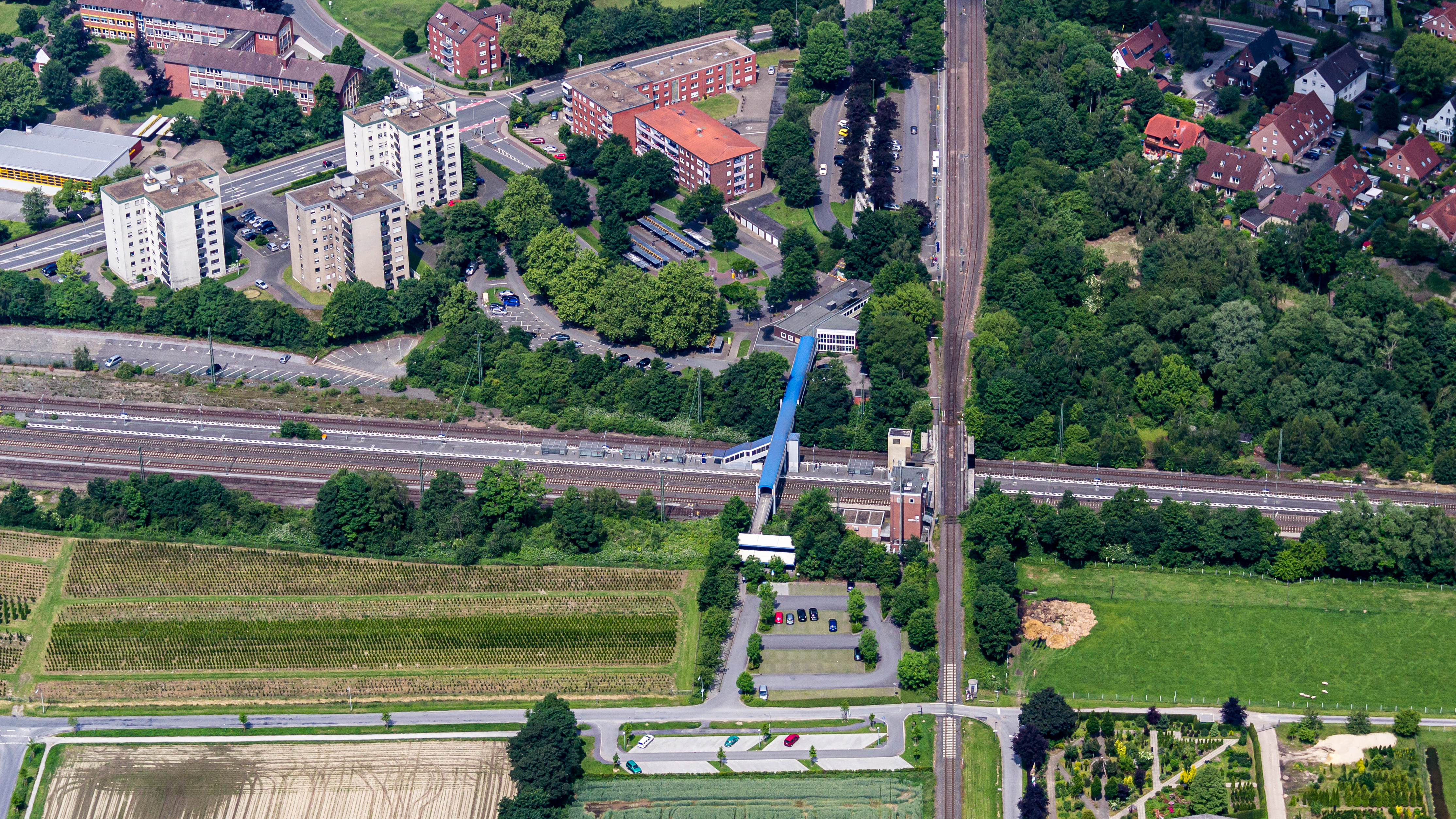
デュルメン駅

##### 鉄道
1870年頃から1875年頃にかけて、競合する鉄道会社であるケルン＝ミンデン鉄道会社（ハンブルク＝フェンロー鉄道）とドルトムント＝グローナウ＝エンスヘデ鉄道会社の2路線が交差した。本来ドルトムント＝グローナウ線の計画段階で共通の駅を設けるよう求められており、またそれが条件として課されていたにもかかわらず、当初は2つの別々の駅が設けられた。現実的な問題から共通の駅を設置することは当面の間見送られた。共通の駅を設けようという試みは何度も失敗したが、1950年代に仮設の建物で「デュルメン東駅」が開業し、これが唯一のデュルメン駅となった。1964年になって初めて両路線の間に共通の駅舎が設けられた。これ以後この駅は、ドイツでは数少ない多層ホームの駅となっている。当初は地元企業への引き込み線を含め路線の拡張整備が活発に行われたが、自動車などによる個人交通手段の普及によって、鉄道の重要性は次第に失われていった。
ブルデルン地区には固有の駅がある。伝承によればこれは「トラー・ボンベルク」（直訳: 狂ったボンベルク。実在した男爵ギスベルト・フォン・ロムベルク2世の伝承上のあだ名）のおかげである。彼は、ミュンスターとデュルメンとを結ぶ鉄道路線のブルデルン付近でいつも非常ブレーキを引いていたとされる。そして澄まして罰金を払うと居館であるブルデルン城まで歩いて行った。鉄道当局はついに折れて、「ミュンスターラントで最も小さな駅」を設けたというものである。

#### 交通連盟
公共旅客近郊交通には、ヴェストファーレン運賃が適用される。2022年4月1日に、ライン＝ルール交通連盟 (VRR) の越境運賃が導入された。VRRの運賃領域とデュルメン市との間の往来には、これ以後VRR-運賃が適用されることとなった。さらに州レベルの移動は NRW-運賃が適用される。

#### 鉄道
デュルメン駅は、複線、電化されたヴァネ＝アイケル - ハンブルク線に面している。この路線を長距離列車（デュルメンには停車しない）、近郊旅客列車、貨物列車が運行している。
以下の路線の列車が1時間間隔で DBレギオNRWによって運行されている。両路線の運行は30分ずれている。
- ライン＝ハールト・エクスプレス (RE 2): デュッセルドルフからデュースブルク - エッセン - ゲルゼンキルヒェン - レックリングハウゼン - ミュンスター - オスナブリュック
- ニールス＝ハールト・エクスプレス (RE 42): メンヒェングラートバッハからクレーフェルト - デュースブルク - エッセン - ゲルゼンキルヒェン - レックリングハウゼン経由でミュンスターまで

この他にデュルメン駅は単線、非電化路線上にあり、RB 51 がドルトムントとエンスヘデとの間を運行している。運行は同じく DBレギオNRWが行っている。

#### 道路
- 連邦アウトバーン 43号線（A43号線）ミュンスター - ヴッパータール
- 連邦道 474号線（B474号線）と、A43号線への導入路である B474n号線

#### 水路
ドルトムント＝エムス運河がヒディングゼル地区でデュルメンの市域に接している。

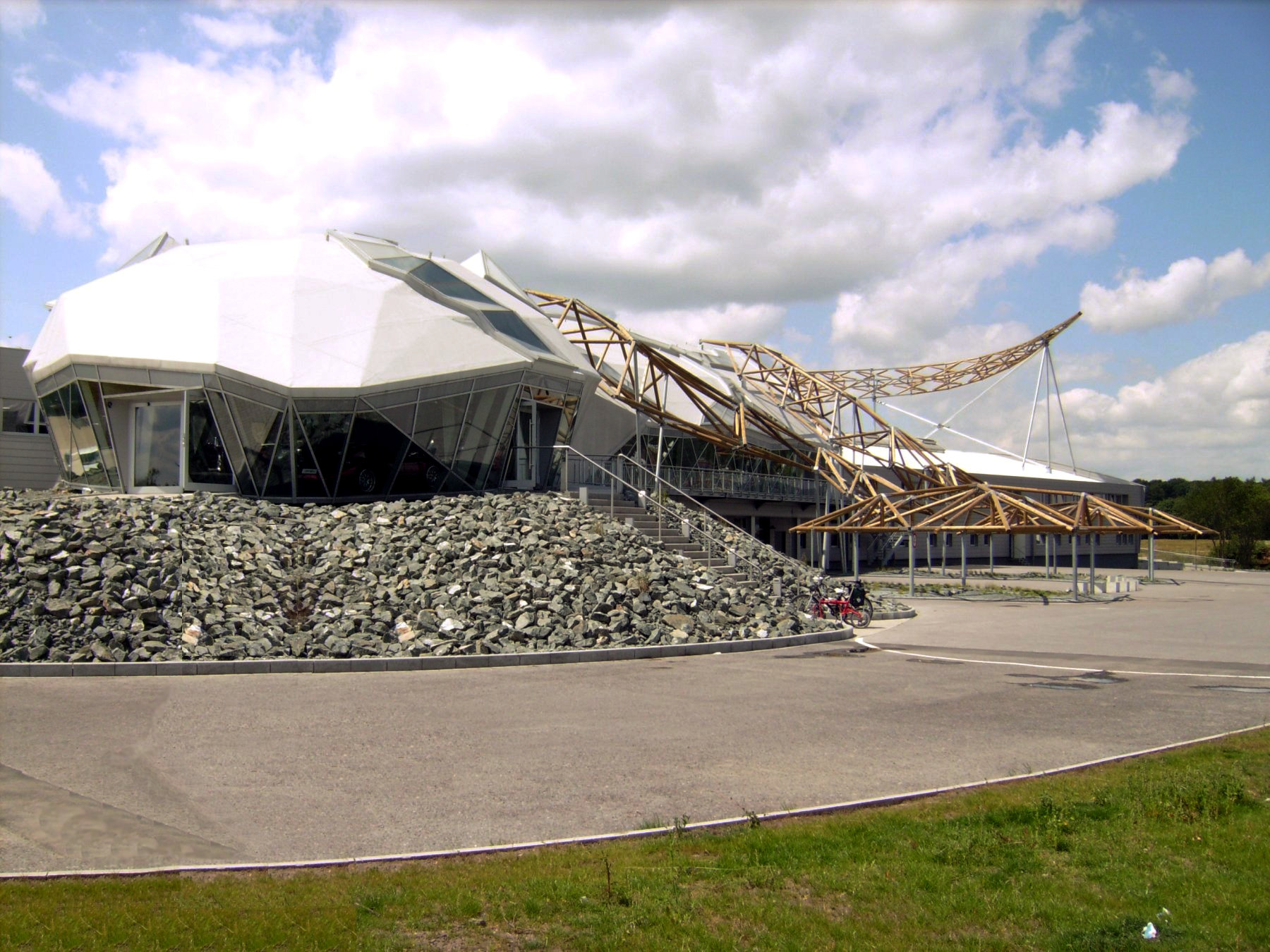
ヴィースマン本社

### 地元企業
- アナ＝カタリネンシュティフト・カルトハウス（障害者リハビリ居住施設）
- Kleihues + Kleihues（建築事務所）
- ヴェストミュンスターラント貯蓄銀行
- クリニーク・アム・シュロスガルテン（精神医学、心理療法の専門病院）
- ヴィースマン＝アウト＝シュポルト（自動車部品）
- ヤラ・インターナショナル（ノルウェーに本社がある肥料メーカー）

### メディア

#### 出版社
- デュルメンプラス
- デュルメナー・ツァイトゥング（日刊紙）
- シュタットアンツァイガー
- シュトライフリヒター（2021年廃業）
- デュルメナー・ハイムブレッター

#### ラジオ
- ラジオ・キーペンケルル（コースフェルト郡向けローカル放送）

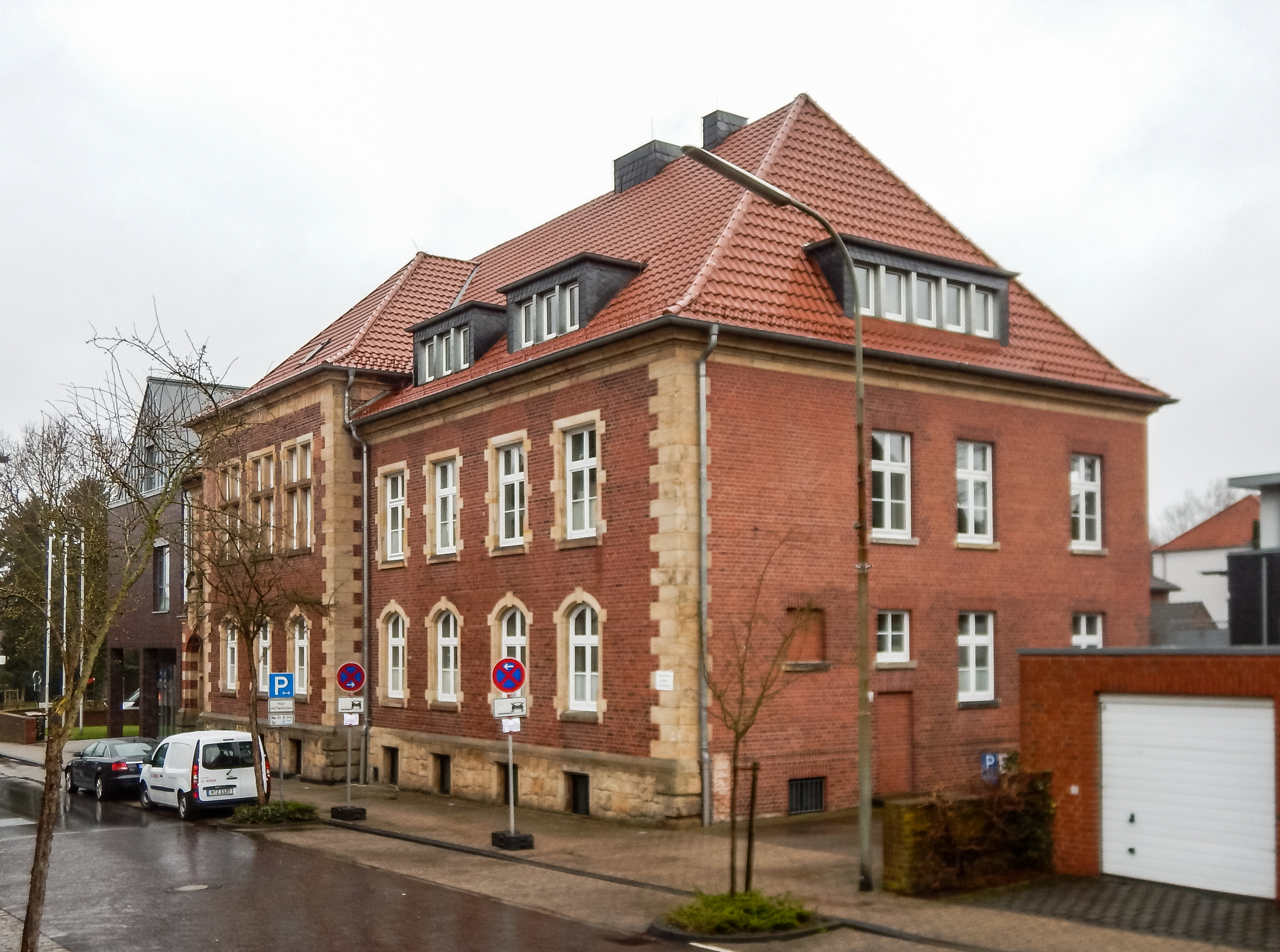
デュルメン区裁判所

### 公共機関・施設
- デュルメン市下水処理場
- デュルメン・マーケティング e.V.（都市マーケティング協会）
- デュルメン市立図書館
- デュルメン市施設局 GmbH
- コールフェルト郡道路交通局
- コースフェルト郡の経済振興協会 mbH
- デュルメン区裁判所

### 軍事
- ドイツ駐留イギリス軍（1994年まではイギリス陸軍ライン軍団）はデュルメンに「タワー・バラックス」兵舎を有していた。2016年にイギリスが退去した後、アメリカ軍がこの施設を貯蔵施設などとして用いた。
- ドイツ連邦軍は、1966年から2003年までザンクト・バルバラ兵舎を運用していた。

### 教育

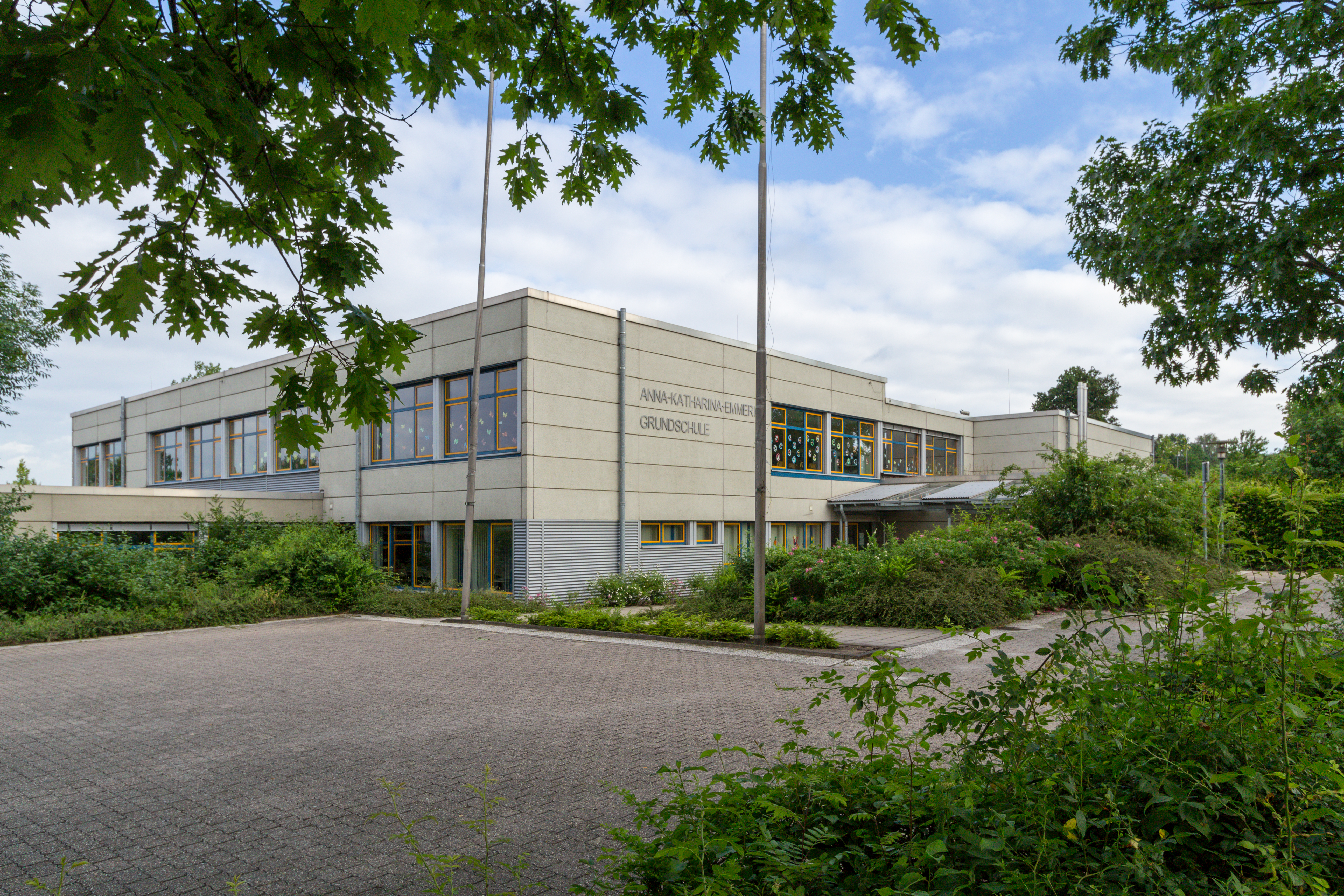
アンナ＝カタリナ＝エンメリック基礎課程学校

#### 基礎課程学校
- デレネカンプ協同基礎課程学校
- 福音主義のパウル＝ゲルハルト基礎課程学校
- カトリックのアウグスティヌス基礎課程学校
- カトリックのアンナ＝カタリナ＝エンメリック基礎課程学校
- カトリックの聖マウリティウス基礎課程学校、ハウスデュルメン地区
- カトリックのカーディナル＝フォン＝ガレン基礎課程学校、メアフェルト地区
- カトリックのルドゲルス基礎課程学校、ブルデルン地区
- カトリックのマリエン基礎課程学校、ロルプ地区
- カトリックの聖ゲオルク基礎課程学校、ヒディングゼル地区

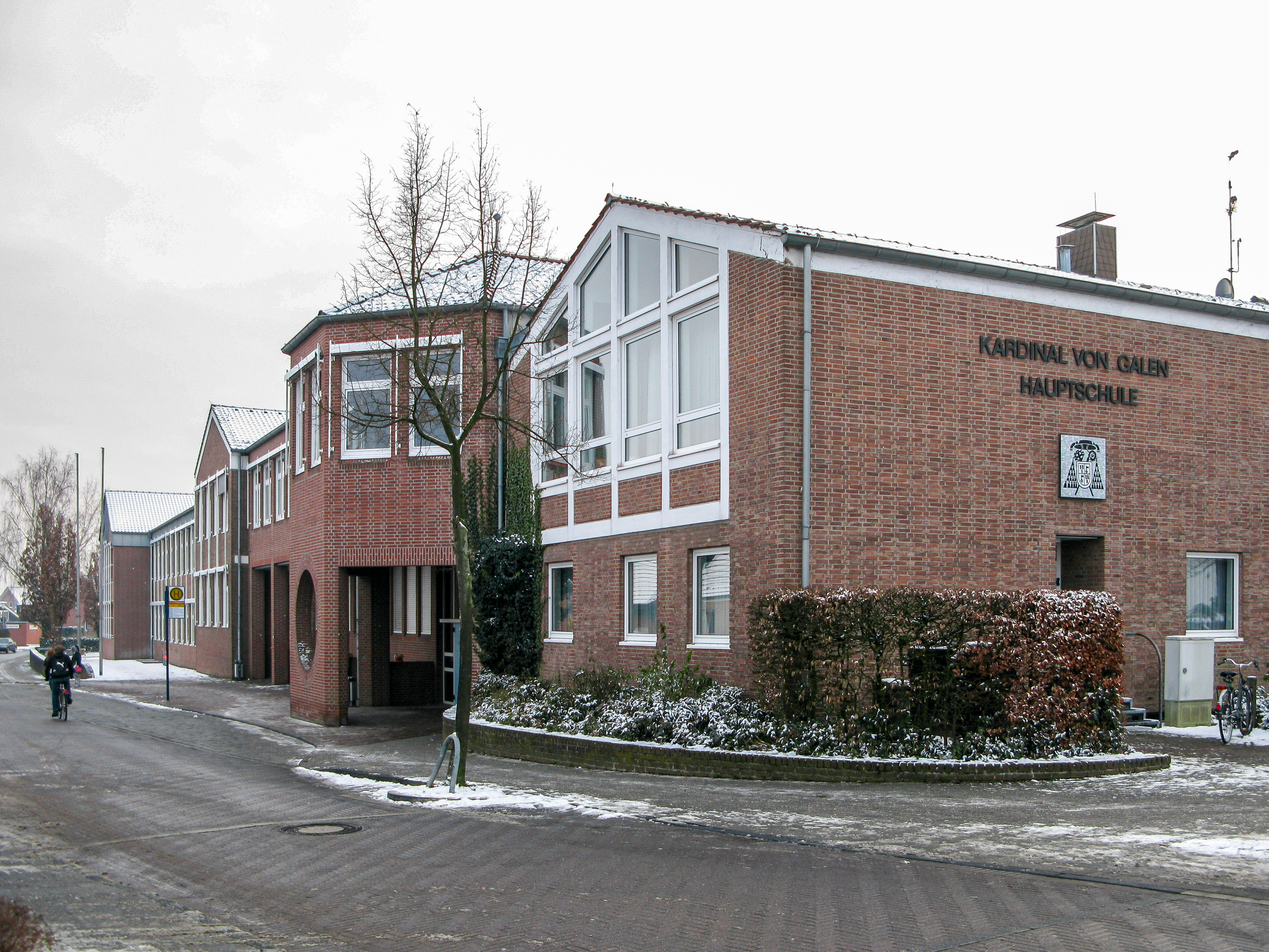
カーディナル＝フォン＝ガレン本課程学校

#### 本課程学校
- エーリヒ＝ケストナー本課程学校、ブルデルン地区（市立協同本課程学校、2016年閉校[33]）
- カーディナル＝フォン＝ガレン本課程学校（市立、カトリックの本課程学校）

#### 実科学校

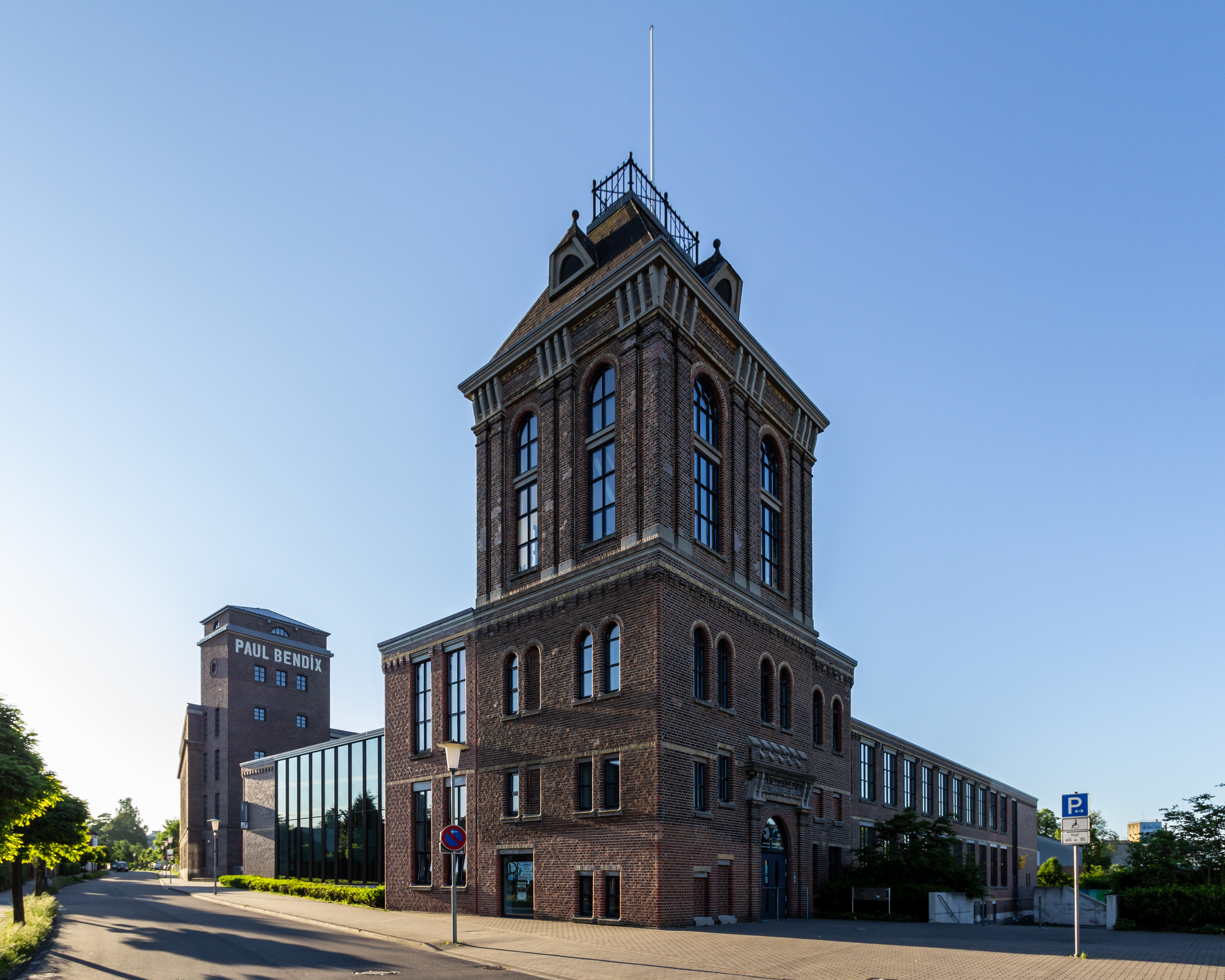
アネッテ＝フォン＝ドロステ＝ヒュルスホフ＝ギムナジウム

- マリエン実科学校（私立）
- ヘルマン＝レーザー実科学校（市立）

#### ギムナジウム
- クレメンス＝ブレンターノ＝ギムナジウム
- アネッテ＝フォン＝ドロステ＝ヒュルスホフ＝ギムナジウム
- シュロス・ブルデルン（ギムナジウム、アウフバウギムナジウム）附属の寄宿舎がある。

#### 養護学校
- ピーター＝パン養護学校（コースフェルト郡立養護学校。言語発達に重点。）
- ペスタロッツィ養護学校（市立養護学校、学習に重点。）
- 聖ヴィンツェンツ病院内の市立病院学校（コースフェルト郡立養護学校。フランツホスピタルに分校がある。）

#### 職業教育学校
- リヒャルト＝フォン＝ヴァイツゼッカー職業高等専門学校（デュルメン・キャンパス）

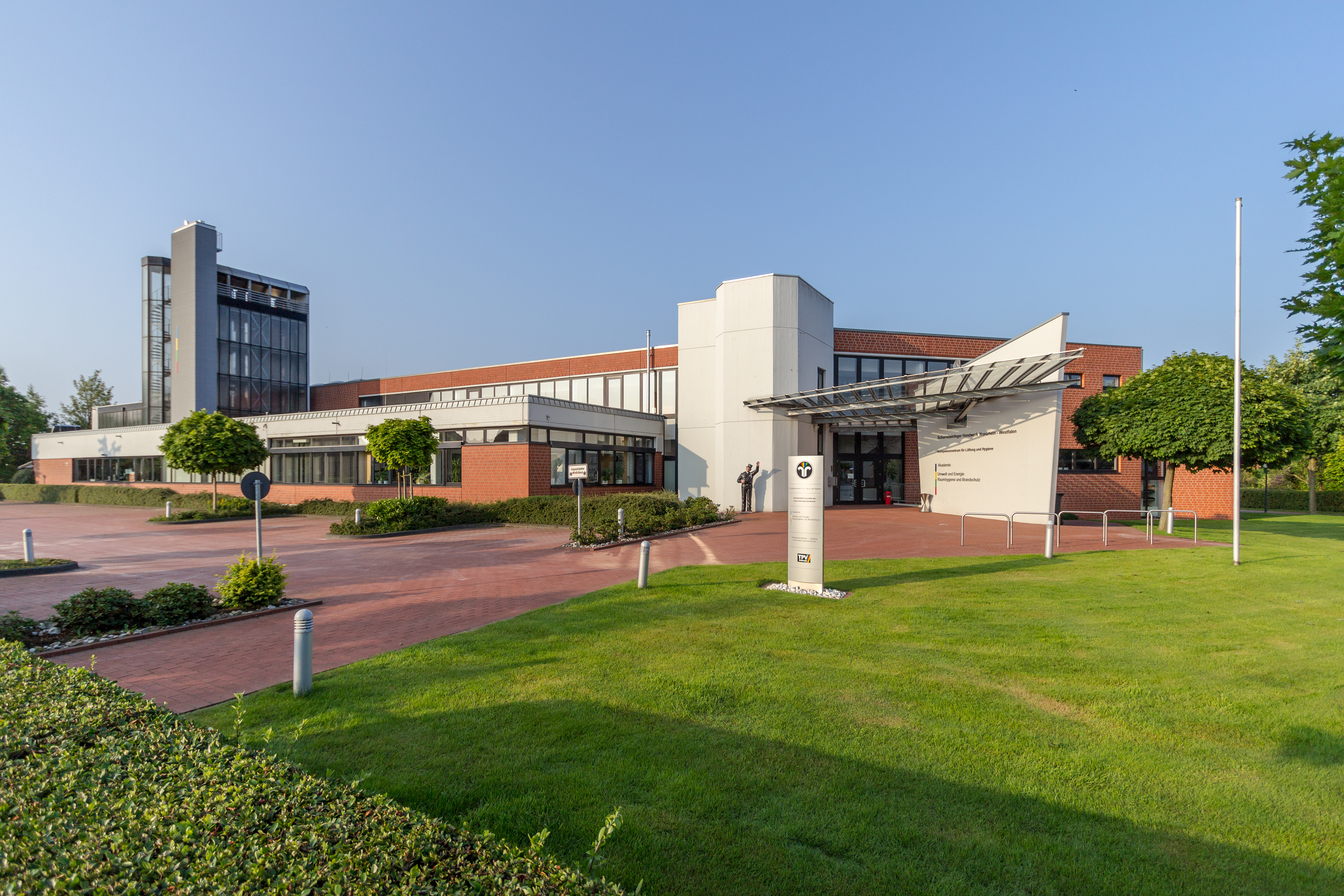
煙突掃除人学校

#### 職業訓練所
- ノルトライン＝ヴェストファーレン煙突掃除人の職業訓練学校
- 職人養成所 e.V.

#### その他
- デュルメン市の音楽学校[34]
- 音楽学校「ディートナート」デルネカンプの音楽学校
- 私立音楽学校「ギタレ・ピアノ + Co」
- 市民大学（VHSデュルメン - ハルテルン・アム・ゼー - ハーヴィクスベック）デュルメンに本部があり、様々なコースが用意され、支部で学ぶこともできる。
- 家族教育施設
- クルトゥールオフェンシブ（演劇クラブ）

## 人物

### 出身者
- ルドルフ・フォン・クロイ（1823年 - 1902年）クロイ公。
- イザベラ・フォン・クロイ（1856年 - 1931年）オーストリア大公妃。
- フリッツ・ピュッター（ドイツ語版、英語版）（1895年 - 1918年）第一次世界大戦時のパイロット。
- フリードリヒ・カイザー（ドイツ語版）（1903年 - 1993年）司教。ペルーで布教活動を行った。
- マリアンネ・ヴェルナー（1924年 - 2023年）陸上競技選手。1952年ヘルシンキオリンピック砲丸投銀メダリスト、1956年メルボルンオリンピック砲丸投銅メダリスト。
- ハルトムート・ズールマン（1963年 - ）情報エンジニア
- アジズ・レツェップ（1992年 - ）サッカー選手
- タンモ・ハルダー（ドイツ語版、英語版）（1994年 - ）サッカー選手。

### ゆかりの人物
- アンナ・カタリナ・エンメリック（1774年 - 1824年）神秘家。2004年に列福された。デュルメンで亡くなった。
- クレメンス・ブレンターノ（1778年 - 1842年）ロマン派の詩人。1818年および1819年から1824年までのほとんどをデュルメンで過ごした。
- ドミニクス・ベーム（ドイツ語版、英語版）（1880年 - 1955年）建築家。1936年から1938年に聖十字架教会を建設した。
- コンラート・ローレンツ（1903年 - 1989年）動物行動学者。1973年のノーベル医学・生理学賞受賞者。1950年代にブルデルン城にあったマックス＝プランク比較行動学研究所に勤務した。
- ヨーゼフ・クライヒューズ（ドイツ語版、英語版）（1933年 - 2004年）建築家。
- ユルゲン・ドリュース（ドイツ語版、英語版）（1945年 - ）歌手。ロルプに住んでいる。
- フランカ・ポテンテ（1974年 - ）俳優。デュルメンで育った。
- マティアス・ラングカンプ（ドイツ語版、英語版）（1984年 - ）サッカー選手。デュルメンで育った。
- ゼバスティアン・ラングカンプ（1988年 - ）サッカー選手。デュルメンで育った。
- ユリアン・エンゲルス（ドイツ語版、英語版）（1993年 - ）サッカー選手。デュルメンで育った。

## 関連図書
- Dülmener Lesebuch Band 1–6. Dülmen: Laumann-Verlag. ISBN 978-3-87466-144-7
- Heinz Brathe, ed (1986). Dülmen. Von der Bauerschaft zum zentralen Ort. Dülmen: Verlag G. Wiesel
- Heimatverein Dülmen e. V., ed (2011). Dülmen. ISBN 978-3-00-033480-1
- Jens Murken et al. (2000). Dülmen. Lebensgeschichten und Alltag 1930–1960. Erfurt. ISBN 978-3-89702-204-1
- Wilfried Ehbrecht Stoob, ed. Westfälischer Städteatlas (3 ed.)
- Heinrich Schoppmeyer (1981). Stadtmappe Dringenberg. Dortmund-Altenbeken. ISBN 3-89115-348-1
- Stefan Sudmann, ed (2011). Geschichte der Stadt Dülmen. Dülmen: Laumann-Verlag. ISBN 978-3-89960-348-4
- Erik Potthoff; Dietmar Rabich (2013). Dülmen – gestern und heute. Dülmen: Laumann-Verlag. ISBN 978-3-89960-397-2
- Adalbert Rabich: Die Regionalgeschichte von Dülmen und Umgebung: Die Heimat – die objektive Geschichtsschreibung, Teil 2. Von der Stadtgründung an mit besonderer Berücksichtigung der Wirtschaftsentwicklung (2011). München: GRIN-Verlag. ISBN 978-3-640-80584-6
- Adalbert Rabich (2011). Die Regionalgeschichte von Dülmen und Umgebung: Die Heimat – die objektive Geschichtsschreibung, Teil 3. Von der Stadtgründung an mit besonderer Berücksichtigung der Wirtschaftsentwicklung, Bildteil. München: GRIN-Verlag. ISBN 978-3-640-88219-9